# 飆速宅男
《飆速宅男》（日语：弱虫ペダル，原意為膽小鬼踏板），是渡邊航作畫的漫畫作品，從秋田書店的《週刊少年Champion》2008年第12號開始連載。至2025年5月8日為止，已發行95卷單行本。 2020年7月累計發行量突破2500萬冊。
2012年決定改編為舞台劇，2013年10月7日起在東京電視網等日本的電視台播放電視動畫，另外也在NICONICO進行網路線上直播，第一季共播放38話。2014年10月6日起繼續在東京電視網等電視台播放第二季。2015年10月6日宣布決定製作第三季，2017年1月9日起繼續在東京電視網首播。2017年7月宣佈將推出第四季電視動畫，並在2018年1月8日深夜起於東京電視網開始播出。2022年10月8日深夜起推出第五季電視動畫，並改由NHK綜合頻道播出。

## 故事簡介
千葉縣立總北高中的新生小野田坂道是個熱愛動漫、遊戲和秋葉原的御宅族。由於在國中時沒有遇到同樣喜好的同學，所以他打算進高中後一定要加入動漫研究社，不過卻因社員不足而中止活動。面對這種狀況，坂道因此意志消沉。另一方面，同樣是高一新生，國中時活躍於各大自行車比賽的今泉俊輔，某日在訓練時見到坂道騎車爬坡的過程，故事從此展開……。

## 登場人物

### 主要人物
小野田坂道（聲：山下大輝（日本）；錢欣郁（台灣）；李凱傑（香港））
身高165cm，體重54kg，生日3月7日，雙魚座，血型O型。
第一年IH號碼為176，第二年為1號。
1年級生→2年級生（第三季起）→3年級生(漫畫636話起)。爬坡型選手。戴著眼鏡的御宅族。平常是個瘦弱不起眼的男生，騎車時氣場會變得強大。
故事初期解決問題的能力很差，也常常需要別人幫助，隨著故事的進展漸漸學會解決問題及幫助他人。
從小四開始每周騎淑女車往返秋葉原，來回約90公里。升上國中時，坂道的母親為了不讓坂道騎太遠，拜託附近自行車店老闆將淑女車改為騎乘時容易疲累的齒輪，但也因此訓練出高迴轉速，以及帶動淑女車的超強腳力。由於在國中時沒有遇到御宅族同好，所以決定在高中時加入動漫研究社，但該社因社團人數不足而倒掉。
最喜歡的動畫是《Love☆公主》，騎車時會唱動畫主題曲。
因贏得冠軍，獲得「山王」的稱號。只是本人到二年級的高中聯賽時才得知，自己也比較希望能跟卷島一樣擁有跟爬蟲有關的稱號。
跟箱根學園的真波山岳為命運的競爭對手。
第二年IH擊敗真波再度獲得最終勝利。在IH後，偶然遇到在練習的山地單車選手「皇帝」雉 弓射並受山地單車吸引，得到雉 弓射借出山地單車，因此開始嘗試山地單車。在此之後，便把自己的淑女車改裝成類似山地單車的模樣。更參加了山地單車的新人賽，並成功奪下山地單車新人賽冠軍。
第三年成為總北單車隊隊長。
愛車：小學就在騎的淑女車（日文羅馬拼音： Mamachari）、從寒咲自行車店借來的鉻鉬鋼車架公路車（寒咲自行車店的舊車架，多餘的零件所做出來），為無限期租借。高中聯賽結束後，換乘黃色BMC（在寒咲自行車店借的（動畫改作BNC））。
因為1年級IH由小野田拿下最後勝利而在2年級IH拿下1號背號 。
今泉俊輔（聲：鳥海浩輔（日本）、新田早規（幼年）；李景唐（台灣）、石薇（幼年）；李致林（香港）、黃昕瑜（幼年））
身高181cm，體重65kg，生日5月18日，金牛座，血型A型。
第一年IH號碼為175，第二年為2號。
1年級生→2年級生（第三季起）→3年級生(漫畫636話起)。全能型選手。冷靜沉著的帥哥，相當受女孩子歡迎。
中學時代首屈一指的自行車手。曾經輸給御堂筋，僅得到第二名，也被御堂筋恥為“弱泉”（日語：よわいいずみ/弱い泉；英文：“Weakizumi”），因此想在全高聯贏回來。
家境優渥，但不喜歡拘束性的富二代生活，小時候除了上學回家，幾乎沒有機會認識同學和朋友。
非常認真練習，討厭輸給別人。
愛車：藍色 Scott（動畫改作SCOLT）
於2年級當上王牌， 但因為1年級IH由小野田拿下最後勝利而在2年級IH拿下2號背號 （背號尾數為2者多是王牌助攻手/副隊長，但也不是必然，因為衛冕總冠軍選手在下年回歸時會自動被頒發1號背號）。
鳴子章吉（聲：福島潤（日本）、白石涼子（幼年）；蔣鐵城（台灣）；張裕東→曹啟謙（香港）、林丹鳳（幼年））
生日8月28日，處女座，血型B型。
身高165→167公分，體重54公斤，紅頭髮。
第一年IH號碼為174，第二年為3號。
1年級生→2年級生（第三季起）→3年級生(漫畫636話起)。衝刺型選手→全能型選手。愛車品牌是 PINARELLO（動畫改作PINARRELO）。
從大阪來的轉學生，外號「大阪的浪速超人」。和小野田在秋葉原認識，也向他借一千日元，但只還了一顆糖果，並邀小野田加入自行車競技社。
體型矮小，甚至在小學三年級依然被稱在幼稚園讀書。
在第二季第13集花絮提到，鳴子擔任總北高校的午間電台廣播員，此崗位會應學生要求，播放他們希望要播放的歌曲。
一直認為今泉是假正經，並稱其為「假正經」，兩人是死對頭，但卻意外的很有默契。
喜歡麵包和牛奶。因為很想快點長大。
在第二年，因為前輩畢業，加上在第一年IH發掘爬坡能力，而被今泉提議轉為全能型選手。在大阪的‘主場沖刺賽’敗給御堂筋而正式轉型，身高因為青春期也遲來的長高2cm。聲音，語氣也略有改變。
金城真護（聲：安元洋貴（日本）；梁興昌（台灣）；麥皓豐、李鎮然（代配）（香港））
身高178cm，體重65kg，生日12月1日，射手座，血型O型。
IH背號171。
愛車品牌是TREK（動畫改作TRAK）。
3年級生→洋南大學理學部（第三季起）。全能型選手。2年級時成為王牌，前總北高中自行車競技社主将。現洋南大自行車競技部隊員，與荒北靖友、待宮榮吉為隊友。
2年級時沒有戴眼鏡，直到第40屆IH的傷勢復原後才佩戴。
相當受女孩子歡迎。
外號「石道上的蛇」、「絕不放棄的男人」，操控自行車之技術有如操控手腳般精準俐落。很照顧後輩。
卷島裕介（聲：森久保祥太郎（日本）；馬伯強（台灣）；梁偉德（香港））
身高176cm，體重62kg，生日7月7日，巨蟹座，血型AB型（RH-）。
IH背號173。
3年級生→英國留學（第三季起）。爬坡型選手。爬坡的方式獨樹一格，很像蜘蛛。愛車品牌是TIME（動畫改作TIMA）。
外號「山頂上的蜘蛛男」。爬坡時會極度傾斜車身來抽車因此得名。與箱根學園的東堂盡八是永遠的對手關係。
本人表示自己在平路上很慢，只能靠爬坡來證明自己。每天持續練習並在社團被海報遮住的牆壁上做記號，後因害怕被發現而直接把那片牆鋸掉，留下了一個大洞（但是記號還是被當時的隊長寒咲發現了）。
常被人說噁心。認為自己是不擅長炒熱氣氛、開啟話題的那一類型人。說自己對黏糊糊的友情很不在行。興趣是看寫真偶像，喜歡吃的食物是冰棒。
喜好獨特，常穿不對稱型的服飾，本人表示那就是他的自我流。
有一個哥哥，名字是Ren。卷島出國留學就是為了幫忙自家哥哥的服飾品牌。
家境優渥，住在豪宅裡。在漫畫版透露他有一個大四歲的時裝系哥哥，現時是英國時裝店老闆，但在第2年IH第二天回日本觀賽。
被東堂暱稱為「小卷」。
田所迅（聲：伊藤健太郎（日本）；蔣鐵城（台灣）；張方正（香港））
身高185cm，體重74kg，生日10月16日，天秤座，血型A型。
IH背號172。
3年級生→築士波大學（第三季起）。衝刺型選手。人稱「總北的爆走肉彈頭」。有超越平常人的肺活量 （8.5L，是常人兩倍多），也有驚人吸力。也因吸力強勁，利用巨大的肺部一次抽出多個塑膠瓶的空氣。體型很大很愛吃，帶領隊伍時有砲彈列車之稱。因為曾想成為爬坡型選手，所以在第三年偶爾會在爬坡路段為其他團員擋風。
愛車品牌是SPECIALIZED。
家裡開麵包店，是三年生唯一一位可以開車的人，開車也開很快。被鳴子稱為「大叔」。
因其體型、食量，和喜歡在特大三明治裡塗上蜂蜜，曾被卷島和今泉在心裡認為「根本像熊一樣」。
喜歡舊式錄影帶，擅長玩劍玉。
手嶋純太（聲：岸尾大輔、諏訪彩花（童年）（日本）；何志威（台灣）；李震權→鍾見麟、黃玉娟→陸惠玲（童年）（香港））
身高173cm，體重59kg，生日9月11日，處女座，血型A型。
第一年沒有參與IH，第二年為5號。
2年級生→3年級生（第三季起）。全能型選手→爬坡型選手。愛車品牌是Cannondale（動畫改作Cannondate）。
總北高校自行車競技社新隊長。捲捲頭。
因為跟夥伴青八木默契絕佳，甚至在私底下可以感應對方在想什麼。
被鳴子稱作「捲髮學長」。
跟箱學的葦木場是初中時期的好友。
因為不擅長最後衝刺，而轉為爬坡型選手，並在跟古賀爭奪IH出賽權的對決獲得勝利
在第二次高中聯賽上第三天的山岳獎爭奪戰中擊敗葦木場，但最終因體力不支退賽，於是山岳獎歸於山岳爭奪戰中取得第二名的葦木場，並隨隊奪得最終冠軍。
青八木一（聲：松岡禎丞（日本）；林沛笭（台灣）；李安邦（香港））
身高165cm，體重56kg，生日2月24日，雙魚座，血型AB型。
第一年沒有參與IH，第二年為4號。
2年級生→3年級生（第三季起）。衝刺型選手。總北高校自行車競技社新副隊長。不太講話。和手嶋之間有著絕佳的默契，並繼承了田所的肉彈列車和特化出來的斑比型態，也學會新一季的愛的公主主題曲。
被鳴子稱作「話不多學長」。愛車品牌是CORRATEC。
升上高中時認識了手嶋，向他自我介紹時說「青八木一的『一』，是第一的『一』。」
原本因為配速不佳而無法在比賽中獲勝，在經過田所的指導與練習後，衝刺型選手的才能已經開花結果了。
在第二次高中聯賽上第三天因膝蓋受傷，用盡全力追逐箱學後退賽，並隨隊奪得最終的冠軍。
鏑木一差（聲：下野紘、伊達朱里紗（幼年）（日本）；黃積權（香港））
第三季登場，生日1月15日。
第二年IH背號為6號。
1年級生。衝刺型選手（自己認為是全能型）。
愛車品牌是FELT。
相當崇拜打敗比他大一歲的小野田。
與段竹是莫逆之交，同為千葉市自行車隊“SS”的成員。
喜歡喝橘子汽水，並相信有「橘子汽水之神」，但不知道其實體為開導他的青八木。
騎車速度很快，但個性像小學生，也因為在家里是老幺，所以習慣被寵溺，相當依賴段竹龍包。
剛開始加入自行車社時，比較崇尚各人主義，對其他社员的團结感到不解，在高中聯赛预赛中受到大家的感染，明白了比赛是為同伴而骑行的，勝利是屬於大家的。
第一年IH負責幫隊友在平路拉桿，也是平路衝刺手。在第一天的平路分站敗給銅橋正清，後在第三天因體力不支退賽，並隨隊奪得最終的冠軍。

### 總北高中
寒咲通司（聲：諏訪部順一（日本）；梁興昌（台灣）；周倚天→陳耀楠（香港））
總北高校自行車競技社的前輩，亦曾是該社的王牌、隊長和衝刺型選手。寒咲幹的哥哥，現在在家中經營的寒咲自行車店工作，偶爾會為總北自行車競技社提供支援。
曾激勵仍是一年級的田所成為衝刺型選手，而放棄成為爬坡型選手。
寒咲幹（聲：諏訪彩花（日本）；林沛笭（台灣）；凌晞（香港））
三圍：B88/W58/H86
小野田隔壁班的女學生，總北高中自行車競技社的經理。狂熱的自行車迷。
家裡開自行車店，哥哥寒咲通司是前總北自行車競技社的王牌、衝刺型選手和隊長。
橘綾（聲：潘惠美（日本）；石薇（台灣）；魏惠娥（香港））
寒咲幹的好友，總是與小幹一起行動。
網球社團員，起初對自行車一竅不通，也非常討厭御宅族，不過隨著和小幹在自行車競賽社的活動下漸漸了解自行車，也對小野田心存敬佩。
一年級高中聯賽第三天因有親戚住在箱根而前來為總北加油。
二年級高中聯賽沒選上網球社正選所以跟小幹一起支援車隊。
杉元照文（聲：宮田幸季（日本）；梁興昌（台灣）；鄧志堅（香港））
愛車品牌是COLNAGO（動畫改作COLMAGO）。
小野田的同學，知道小野田被鳴子邀請加入自行車競技社後，也以（自稱）老手的身份隨之入社。 對戰手嶋獲勝，但在訓練營只騎了650km，深怕下雨騎車危險而放棄。
認為自己是老手，實際上有很多自己不知道的技術缺失。
升上二年級後，希望參加該年的高中聯賽，覺得自己不擅長最後衝刺，向今泉請教訓練心得，但在該年的一年級迎新賽中輸給鏑木。而他的弟弟也加入自行車競技社，跟他多次合作。在訓練營跟弟弟各騎了945km，但弟弟速度比較快。
擅長長距離騎行 （個人計時類選手），比較喜歡平路。
Mr.皮耶爾（聲：堀內賢雄（日本）；馬伯強（台灣）；潘文柏（香港））
自行車競技社的監督和教練。外國人，國籍不明，教授科目為英文。
曾經讓今泉和鳴子以為他是瘋狂粉絲，但他有給予意見。
在迎新賽頒發“登山王戰衣”給小野田
第二年賽事擔任監督和司機。
櫻井剛（聲：瀨水曉（日本）；陳成港（香港））
1年級生。
川田拓也（聲：下和田裕貴（日本）；陳耀楠（香港））
小野田的同學，初中時是參加網球部的。比小野田早一些加入自行車部，後來因不適應訓練而退部。
愛車是GIANT（台灣）。
段竹龍包（聲：羽多野涉（日本）；陳耀楠（香港））
生日9月30日，天秤座。
第三季登場。
1年級生。
相當崇拜打敗箱學的小野田。
與鏑木是莫逆之交，同為千葉市自行車隊“SS”的成員。
在解開“枷鎖”後變得更強。
古賀公貴（聲：中村悠一（日本）；翟耀輝（香港））
第三季登場，生日6月5日。
全能型破風類選手。戴眼鏡，被稱作「體力笨蛋」。
愛車品牌是MERIDA。
一年級時是同年裡最有才能的選手，雖然合宿只跑了980km，但還是因為前輩受傷，而破例參加了當年的IH。
因受傷而未能參加第二年的合宿和IH。
騎行時因肩膀將風劈開時會發出特殊的聲音，而被稱為「雷鳴的古賀」。
三年級的合宿時和手嶋爭奪IH出賽權，最後輸給手嶋。第四天時終於騎完了當年沒能完成的1000km。
第二年的IH開始前，為偵察賽道，獨自一人預先騎完整個IH賽道。
第二年的IH第一天時，因塞車車子無法送達補給品，所以和杉元騎自行車帶著補給品趕往補給站。
杉元定時（聲：市来光弘（日本）；巫哲棋→關令翹（香港））
第三季登場。
1年級生。
相當崇拜哥哥杉元照文及打敗箱學的小野田。
杉元照文的弟弟，擅長模仿他人的腳踏板，跟哥哥亦有多次合作，與手嶋和青八木的合作模式類似。聲音十分洪亮，在第二年IH的第一天終點打氣時只憑自己一人就喊出足以媲美全隊啦啦隊的喊聲。
絕技：模仿（未成熟，因為體能很差）。
澤田（聲：米內佑希（日本）；陳卓智（香港））
第三季登場。
1年級生，衝刺型選手。
五里藏（聲：鹿糠光明（日本）；蕭徽勇（香港））
第三季登場。
1年級生，衝刺型選手。本名不明。
東戶（聲：大畑伸太郎（日本）；陳卓智（香港））
第三季登場。
3年級生。手嶋的同學。

### 箱根學園
神奈川縣代表學校，簡稱箱學（HAKOGAKU）。從創社以來保持不敗的紀錄(在小野田入學那一屆以前)，社團人數堪稱全國最多。正選隊員是經過分組淘汰賽脫穎而出。
福富壽一（聲：前野智昭（日本）；馬伯強（台灣）；陳廷軒→雷霆（香港））
身高180cm，體重66kg，生日3月3日，雙魚座，血型B型。
第一年IH號碼為1號。
3年級生→明早大學（第三季起）。箱根學園的主將、王牌和全能型車手（但爬坡能力略勝一籌）。愛車品牌是GIANT（動畫改作GLANT）。
因為太過自信，在2年級參加全國高中聯賽的第2天時因為自己被超越一時心慌而出手拉住金城的車衣，使得自己和金城兩人雙雙摔車，使金城肋骨骨折，更令田所迅非常生氣，把他狠狠揍幾下，到新學年，因為福富親自到總北請罪，也送田所迅箱根名產：溫泉水蒸饅頭才被原諒。
自此之後就一直注意著總北，並成立了箱學有史以來最強的隊伍，但仍被小野田打敗。
口頭禪是「我很強」。父親是箱根學園自行車競技部的創立者，哥哥也曾是箱學的隊員。因此國中畢業後選擇進入箱學就讀。
臉幾乎沒有表情，被荒北稱為鐵假面。
實際上是能夠根據臨時狀況作出抉擇的人，戰術也都思考得很周到。
擁有不被風影響的體格，被黑田稱為箱學創社以來最強的王牌選手。
全方位型的車手，不論是衝刺和爬坡，能力和實力都是一流，但根據手機遊戲 （页面存档备份，存于）的資料，他的爬坡能力略勝一籌。
喜歡蘋果類甜品。
真波山（聲：代永翼（日本）；何志威（台灣）；鄧港文→陳灝瑋（香港））
身高176cm，體重61kg，生日5月29日，雙子座，血型AB型。
第一年IH背號為6號，第二年則為13。
1年級生→2年級生（第三季起）。爬坡型選手。愛車是白色的LOOK（動畫改作LOCK）。
外號「天空王子」，來源是因爬坡時看起來很輕鬆、輕盈到以為會直接飛上天空，而且還會掛着清爽的笑臉在一瞬間不斷超越前面的人，讓對手只能看到他的背影。
箱學史上第一位一年級的正選隊員。
非常喜歡爬坡，認為盡全力爬到山頂上有活著（疼痛）的感覺。
平常個性自由奔放，騎車時會顯露出自信，不過有著在集中注意力時會出現的瘋狂執著的一面。
意外的救了暈車渴暈在路邊的小野田，兩人因此相遇並成為好朋友，將自己的水瓶（內含寶礦力）給了小野田，和他約定好在高中聯賽再一起比賽。
很常遲到（因為繞遠路爬坡）翹課、在上課甚至在考試時打瞌睡，也總是不交作業，常常因為這樣被青梅竹馬班長或學長教訓。
對小野田直接稱呼名字（坂道くん）。
空間和方向感極佳，有著驚人的集中力，擅長用切換高速檔爬坡，能夠瞬間判斷風向，並能靈活利用順風追趕和超越他人。
小時候常生病所以總是待在房間裡，開始騎自行車後體質變好。
第一年IH結束後把小野田還回來的水壺丟掉，對他產生心結。
後來經過東堂的開導，成為會互通電話的關係，並期待與他再次競爭。
升上二年級之後，成為箱學的王牌爬坡型選手，所以背號個位號碼是3。
升上三年級成為箱學隊長，把之前丟掉的水壺找了回來。
跟東堂一樣很受女孩子歡迎。
東堂盡八（聲：柿原徹也（日本）；李景唐（台灣）；周良鴻→曹啟謙（香港））
身高174cm，體重61kg，生日8月8日，獅子座，血型A型。
第一年IH號碼為3號。
3年級生→築士波大學（第三季起）。爬坡型選手。愛車品牌是RIDLEY（動畫改作REDKEY）。
國中受到朋友修作及修作認識的當時箱學經理影響，開始騎公路車，第一次參加比賽就獲得冠軍。
頭上的髮箍是當時箱學的經理送的，後因覺得瀏海很礙事，所以就一直帶著那髮箍。
是一個非常自戀的帥哥（有粉絲俱樂部）。
與卷島裕介是永遠的對手關係。為了想在彼此最好的狀態比賽，時常打電話給卷島確認他的身體狀況（原作一週三通），稱對方為「小卷（巻ちゃん）」。
有著「山神」的稱號。自稱「沉睡森林的美型男（Sleeping Beauty）」，不過背地裡被稱作「森林的忍者」。同期生形容他就像沒有重力似的從容爬坡，只要騎上車，他就是真正的山神。
覺得小野田外貌不怎麼樣，只得3分（10分為滿分）。
有用手指著人說話的習慣。
非常重視飲食方面的營養均衡，曾經對隊友高糖分及油分的飲食習慣十分不滿，嘗試勸阻但慘遭無視。
平時看上去很輕浮，在賽事中則會展露出沉著、理性的一面。經常開導同為爬坡型選手的真波。
在Spare Bike 中提及在第一年全高聯詢問田所關於卷島的志願學校而誤以為卷島的志願是明早大，後來得知他即將前往英國時懷著悲傷的心情送上祝福，並為了能與卷島重聚選擇就讀築士波大學，與田所、青梅竹馬系川修作就讀同一間大學。
新開隼人（聲：日野聰、小清水亞美（童年）（日本）；何志威（台灣）；陳成港→張方正、詹健兒（童年））（香港））
身高177cm，體重64kg，生日7月15日，巨蟹座，血型O型。
第一年IH號碼為4號。
3年級生→明早大學（第三季起）。衝刺型選手。愛車品牌是Cervelo。
外號「箱根的直線鬼」，來源是因為瞬間衝刺的速度快到對手察覺時就已經被遠遠拋在後頭，和福富從國中（秦野中學）到大學時期（明早大學）都是隊友。
喜歡黑巧克力和香蕉，總是拿著或叼著香蕉口味的能量棒。
國中時期就展現出他的天分，連福富都說不是他的對手。
曾經在比賽中撞死兔子導致心理有陰影，並且有段時間沒有參賽，不敢從左方超車，後來在IH和御堂筋的比賽中突破自我。畢業後，弟弟悠人也入學於箱根學園。
養著被自己撞死的母兔子的孩子，取名「兔吉」。
會用手指模擬射槍射人的方式來向對手宣示「我要解決你」。
其食量在本作中僅次於田所迅。
使出全力時會露出瘋狂的一面，把眼前的敵人吞噬。
對同年級生都直接稱呼名字。
在第二次樂騎會中再次登場，與弟弟悠人展開對決並獲勝。
荒北靖友（聲：吉野裕行（日本）；梁興昌（台灣）；陳灝瑋（香港））
身高178cm，體重63kg，生日4月2日，牡羊座，血型A型。
第一年IH號碼為2號。
3年級生→洋南大學工學部（第三季起）。和金城與待宮讀同一所大學，並一樣參加了自行車競技社，兩人也是生理系同學。
「野獸」。全能型選手兼王牌助攻手。福富曾稱其為「最強送貨員」。愛車品牌是Bianchi（動畫改作Bianche）。
說話不留情面，常發牢騷，練習時常常喊累，但比賽時是越被超過越想贏過對方的人，尤其是在終點前，當敵人在眼前，他的集中力就像野獸一般。
做功課和考試時很常作弊(例如抄襲功課)，常常與東堂吵架。
非常喜歡喝百事可樂。
國中時期曾是棒球社投手，但手臂受傷後一度消沉成為小混混，高一騎摩托車輸給騎公路自行車的福富後開始成為公路自行車選手，在三年級時成為正選隊員。
私底下有駕駛執照，但在Spare Bike中經常無法克制地猛踩油門加速，被金城形容其駕駛方式超級恐怖而被金城禁止開車。
第二年高中聯賽最後一天出場，並與金城等3人一同前往終點觀賽，賽後對真波說道:「在終點線前背負箱根學員隊服衝刺的你，真的很帥氣」令真波落淚。之後得知真波與小野田當上隊長感到不可思議與期待。
泉田塔一郎（聲：阿部敦（日本）；李景唐（台灣）；黃啟昌（香港））
身高171cm，體重62kg，生日10月10日，天秤座，血型B型。
第一年IH號碼為5號，第二年為14。
2年級生→3年級生（第三季起）。衝刺型選手。愛車品牌是BH（動畫改作DH）。
升上二年級前，跟田所都是大胖子。
升上三年級時成為新任主將兼王牌衝刺型選手。是個會為自己胸肌取名的人。左胸肌名為「法蘭克」，右胸肌名為「安迪」（以爬坡型選手——施萊克兄弟，Schleck Brothers）而命名，也覺得它們的‘性格’很不一樣，升上三年級後將背闊肌名為「法比安」（以個人計時賽選手——法比安·坎切拉拉， Fabian Cancellara）而命名，三人曾是 CSC 隊隊友。
不喜歡胸肌被摸。
在認真的時候會拉上車衣的拉鍊。
被稱作「全身衝刺機器」。
睫毛很長，被鳴子稱作＂睫毛仔＂自稱自己是又長又尖的矛，而說田所是又肥又鈍又髒的矛。
喜歡有計畫的行事。崇拜新開隼人，於畢業賽後超越了新開隼人（第二季第12集向新開告白）。
原本騎的很慢，在新開的開導下找到自己的騎車風格，也更著重體能和重量訓練，但也因此忽略實戰經驗。
黑田的青梅竹馬。
口頭禪是「腹肌（アブ/ab）」(衝刺、鍛煉肌肉時常用）。
看恐怖片時若感到驚恐會大喊「腹肌」
由於箱根學員歷年來都是由爬坡選手或全能型選手擔任隊長，身為衝刺型選手的他因而被質疑，一度想將隊長轉讓給黑田，在與葦木場談話中醒悟，決心親自破除質疑繼續擔任隊長。
黑田雪成（聲：野島健兒（日本）；胡家豪（香港））
身高174cm，生日2月4日，水瓶座。
2年級生→3年級生（第三季起）。爬坡型→全能型選手。被稱作「黑猫」。
第一年沒有參與IH，第二年為12。
愛車品牌是KUOTA。
運動全能精英，入社時被荒北取笑，但最後放下自尊心向荒北請教騎車技術。
二年級時爬坡實力已被學長認可，但仍敗給了真波的必殺技。
三年級轉型為王牌助攻手和泉田一起支撐著隊伍。
有名為「開關」的必殺技，把頭上沒有徹底痊癒的傷口上面的結痂用指甲給剝掉，瞬間提升鬥爭心及集中力，從而提升速度。
宮原須須子（聲：北原知奈（日本）；林沛笭（台灣）；劉惠雲（香港））
真波的青梅竹馬，與真波是鄰居，名字在動畫版公佈，真波稱她為“班長” 。
讓真波體驗自行車運動的原因本來是希望能讓體弱多病的他能運動，卻萬萬沒想到真波因為這樣陰錯陽差地騎上公路競賽車並真的喜歡上自行車運動。
對於真波的種種不良行為（多為翹課、遲到、曠課）感到很困擾，不過也為真波的體質變好而高興。
兩年的高中聯賽皆前去比賽場地去為真波加油。
對真波直接叫名字,對真波有好感。
葦木場拓斗（聲：宮野真守、竹內惠美子（童年）（日本）；關令翹、袁淑珍（童年）（香港））
第三季登場，生日10月2日。
身高202cm。
愛車品牌是WILIER。
第二年IH號碼為11。
3年級生。爬坡型→全能型選手。手嶋初中時期的好友兩人在初中時是同一個車隊，他也是手嶋的KTV歌迷，有時也為他彈鋼琴，但離開高中後，為了學校榮耀而單方面反目。
有著外國血統的混血兒，自己不知的天然呆性格。
過去中學為籃球部一位厲害人物，後來全家搬到箱根，入學於箱學後才知道箱學自行車的實力，完全投入於自行車。
箱學自行車部中身高最高的選手，擅長用古典音樂旋律來增加騎車的節奏感。
一年级剛入學時因為身材過於高大騎車技術並不好，差點淪為自行車部洗衣服的小弟。
後来受到福富的鼓勵，找到了自己的骑車風格，在一年级比赛中取得第一。
福富畢業後當上王牌。後來更轉為全能型選手。
銅橋正清（聲：小野大輔（日本）；李鎮然（香港））
第三季登場，生日9月8日。
第二年IH號碼為15。
2年級生。衝刺型選手。外號「箱根的怪物」一年級時因對自己的骑車技術感到迷茫而多次逃避社團活動，也因為骑車技術比當時隊長差太遠，而不喜歡成為助手，更打傷社員及前輩，後被泉田開導。喜歡燒豬，和比賽前，一個人在隱秘地方修心養性，討厭吵鬧環境。
認真時會把拉鏈扯斷，但弱點是增加後方盲點范圍，可以為對手擋風。
在第二年IH擊敗總北隊，拿下第一天平路分站冠軍。
新開悠人（聲：内田雄馬（日本）；鍾見麟（香港））
第三季登場，生日12月29日。
身高176cm。
第二年IH號碼為16。
1年級生。爬坡型選手。愛車品牌是Cervelo。外號「山頂的雀蜂」，與哥哥關係很好，很想跟小野田比一場爬坡賽。
箱學史上第二位一年級的正選隊員。
喜歡戴美少女面具。
跟哥哥一樣會用手指模擬射槍射人的方式來向對手宣示「我要解決你」。
看似隨便，實際上有著驚人的爬坡速度，而且動作毫不留情且毫不猶豫，會把對手擠出賽道。因為跟哥哥一起練習，有平路衝刺的基礎，但不足以成為全能型選手，其實他也不想一直埋在哥哥的影子，所以不想成為衝刺手。
尊敬葦木場拓斗。
高田城（聲：花江夏樹（日本）；陳耀楠（香港））
第三季登場。
1年級生。
金子（聲：小田柿悠太（日本）；梁偉德（香港））
3年級生。爬坡型選手。
篠崎（聲：坂井易直（日本）；李安邦（香港））

### 京都伏見高中
京都代表學校，簡稱京伏。 
御堂筋入學前是支活潑歡樂的車隊，御堂筋入學後被御堂筋變成像軍隊一樣的車隊，並以打倒箱根學園和總北高校為目標。
御堂筋翔（聲：遊佐浩二、雪野五月（幼年）（日本）；梁興昌（台灣）、林沛笭（幼年）（台灣）；陳欣（香港））
身高185cm，生日1月31日，水瓶座，血型AB型，視力2.0。
第一年IH號碼為91，第二年為111。
1年級生→2年級生（第三季起）。全能型選手。被外界認為是車隊的王牌。愛車品牌是DE ROSA（動畫改作DE LOSE）。
在中學時的比賽中曾經欺騙今泉母親出車禍，導致今泉大失常以5分鐘7秒的大距離落敗。
喜歡軍艦動漫。
以軍隊的方式以獨裁者手段控管隊伍，並以打倒箱學為目標，稱隊員們為「扎古」（機動戰士鋼彈，吉翁軍的量產機）跟日語「雜魚」同音，意指‘小卒’。似乎是動漫的用語。
身體瘦長，柔韌度特強，自行車把手低於座椅，全力加速時幾乎快貼近地面，自行車本來特別輕小，座椅特別高。
擅於利用他人精神上的弱點使其動搖。
國小時常騎20公里以上的自行車到醫院探視母親。母親過世後，御堂筋為了與母親的約定，變得執著於第一名上。
第二年自願讓出隊長一職，成為副隊長，但擁有實際權力。
因為九月中是媽媽生忌，幾乎在該時期不會參加任何比賽。
石垣光太郎（聲：野島裕史（日本）；何志威（台灣）；黃積權（香港））
身高173cm，體重61kg，生日6月5日，雙子座，血型O型。
第一年IH號碼為92。
3年級生→畢業（第三季起）→明早大學（SPARE BIKE）。全能型選手。原本是京都伏見自行車競技社的王牌，被御堂筋打敗因此讓出王牌之位，依然以隊長身份和小野田進行外交訪問。現明早大學自行車競技部隊員。愛車品牌是ANCHOR（動畫改作ANSWER）。
很羨慕感情好的隊伍。
希望御堂筋能成長。
在Spare Bike中進入大學因適應不良而感到迷茫遲遲未加入自行車競技社，在遇見新開與福富並與前者共進晚餐暢談後，心情豁然開朗並成功入社。
水田信行（聲：鈴木千尋（日本）；李景唐（台灣）；巫哲棋→關令翹（香港））
第一年IH號碼為95，第二年為112。
2年級生→3年級生（第三季起）。全能型選手。
御堂筋出現後相當崇拜御堂筋，不管御堂筋說什麼指令都會做，三年級當上隊長並開始有自己的想法，對御堂筋的帶隊方法開始質疑，但還是被御堂筋打壓下去。石垣光太郎畢業後，被御堂筋欽點為隊長。御堂筋自貶為副隊長。
辻明久（聲：小田柿悠太（日本）；李鎮然（香港））
第一年IH號碼為96。
3年級生→畢業。爬坡型選手。
體型消瘦，身長偏高。
井原友矢（聲：菊池幸利（日本）；胡家豪（香港））
第一年IH號碼為93。
3年級生→畢業。衝刺型選手。在第一年IH第二天山路被御堂筋捨棄。
沒有留劉海，頭髮微長。
山口紀之（聲：德石勝大（日本）；陳成港→關令翹（香港））
第一年IH號碼為94，第二年為113。
2年級生→3年級生（第三季起）。衝刺型選手。在第一年IH第二天山路被御堂筋捨棄。第二年IH在第三天完成御堂筋交代的任務後退賽。
臉上有雀斑。
岸神小鞠（聲：福山潤（日本）；張方正（香港））
第三季登場，生日11月29日。
第二年IH號碼為116。
愛車品牌是CARRERA。
1年級生。全能型選手。
外貌中性，喜歡肌肉，有著皆由觸摸他人肌肉來看他人的健康狀況的能力，亦可用此能力看穿對手的動作。他在第3季IH開始前，平路熱身速度非常快，被御堂筋視為秘密武器。
在自行車社擔任按摩師，但在IH前取代廣西作大的位置，因為該次IH比較多山路。
喜歡潔凈，騎車、按摩前一定會洗手。
船津和步（聲：村上喜紀（日本）；陳灝瑋（香港））
2年級生。衝刺型選手。
木利屋崇央（聲：三宅貴大（日本）；劉奕希（香港））
2年級生。爬坡型選手。
廣西作大（聲：三宅貴大（日本）；周倚天（香港））
3年級生。被岸神小鞠取代其位置。

### 廣島吳南工業高中
廣島代表學校，簡稱廣南。
待宮榮吉（聲：關智一（日本）；何志威（台灣）；蘇強文（香港））
第二季登場。
3年級生→洋南大學（SPARE BIKE），現洋南大自行車競技部隊員。
身高175cm，體重63kg，生日5月31日，雙子座，血型A型。
愛車品牌是COLNAGO（動畫改作COLMAGO）。
IH背號31。
衝刺型選手。外號「吳南的鬥犬」，是車隊的王牌選手，認真起來有著將規則置之度外的瘋狂跑法。
在比賽中用語言來挑撥各隊協調來達到自己的目的，經常帶著不懷好意的笑容。常對有實力的選手說「你有星星」。
IH第三天未開賽前即在起跑線挑釁對手。起跑後和大車隊一起行動，後與吳南其餘五人甩開車隊加速。和荒北以不能追趕王牌為條件賭注，後被荒北以三面旗子的差距打敗。
其實為了IH很認真的練習，甚至因想專注在比賽上而和女朋友加奈分手了。
擅長金工，曾為廣南車隊制造不銹鋼水瓶。
在Spare Bike中提及全高聯第三天與來為自己加油的佳奈重逢，並和她復合，同時也為了彌補她與對於自行車的疲乏，在進入洋南後拒絕荒北的入社邀約，但內心仍放不下自行車，後在金城與荒北的再度邀請加上加奈的支持，選擇加入自行車競技社。
井尾谷諒（聲：下妻由幸（日本）；馬伯強（台灣）；李安邦（香港））
第二季登場，生日3月14日。
3年級生。
IH號碼為32。
衝刺型選手。和東村、待宮一起迎戰荒北、小野田和真波。
東村尊大（聲：濱健人（日本）；林筠翔（香港））
第二季登場。
1年級生→2年級生。
IH號碼為36。
鹽野（聲：高橋大輔（日本））
第二季登場。
2年級生→3年級生。
IH號碼為33。
里崎（聲：德石勝大（日本）；胡家豪（香港））
第二季登場。
2年級生→3年級生。
IH號碼為34。
針本（聲：陣谷遙（日本）；李鎮然（香港））
第二季登場。
1年級生→2年級生。
IH號碼為35。
浦久保優策（聲：鈴村健一（日本）；梁偉德（香港））
第五季登場。
3年級生。
IH號碼為161。
衝刺型選手。外號「吳之陸鯊」。
庭妻繁典（聲：增田俊樹（日本）；麥皓豐（香港））
第五季登場。
3年級生。
IH號碼為164。
衝刺型選手。

### 熊本台一高中
熊本縣代表學校，簡稱熊台，有「肥後特快列車」之稱。
田浦良昭（聲：田尻浩章（日本）；陳卓智（香港））
第二季登場。
衝刺型選手兼副王牌。性格耿直，在比赛中被待宫利用協調車隊。
井瀨慎哉（聲：菊池幸利→古川慎（日本）；關令翹→曹啟謙（香港））
第二季登場。
熊本台一高中的選手。
藤原正（聲：酒卷光宏（日本）；鄧志堅（香港））
第二季登場。
熊本台一高中的選手。
吉本進（聲：宮野真守（日本）；李錦綸（香港））
劇場版登場。
爬坡型選手兼王牌。熊本台一高中三年級。有著開朗而積極的性格。由於受傷沒能參加IH，不過卻有著在阿蘇山鍛煉出來的一等腿腳而被稱作“火之國·炎之爬坡者”，是熊本台一引以為傲的王牌。
熊本賽時因小野田無法集中精神而爬坡時輕易超越了他，認為小野田實力一般，最後敗給了整隊總北隊。

### 其他學校選手
柴田康之（聲：風間勇刀（日本）；馬伯強（台灣）；林筠翔（香港））
石川縣代表，金澤三崎工業高中的衝刺型選手。有著「北陸的疾風」之名。IH背號112。
原以為田所沒有在為鳴子擋風，故意借內訌讓敵方分心
被鳴子、田所、泉田擊敗。
館林元成（聲：齊藤壯馬（日本）；何志威（台灣）；周倚天（香港））
長野縣代表，長野中央工業高校的爬坡型選手。有著「阿爾卑斯山護林人」、「鐵壁之館」之名。IH背號61。
被東堂、卷島擊敗。
大粒健士（聲：川田紳司（日本）；何志威（台灣）；劉奕希（香港））
奈良縣代表，奈良山理学園的衝刺型選手｡有著「灼熱之衝刺者」之名｡IH背號23。
在大阪時被鳴子打敗，在鳴子和御堂筋的比賽為鳴子加油。
柿本龍大（聲：置鮎龍太郎（日本）；周倚天（香港））
第三季登場。
阪台付屬的衝刺型選手。有著「夜之卸六甲之龍」之名。
川原群平（聲：川原慶久（日本）；陳卓智（香港））
第三季登場。
山型最上高校的爬坡型選手。
稻代文也（聲：最上嗣生（日本）；劉奕希（香港））
第三季登場。
山型最上高校的山路輔助選手。
大觀寺春壹（聲：蟹江俊介（日本）；周倚天→麥皓豐（香港））
第三季登場。
靜岡富士川的爬坡型選手。
山際（聲：宮本誉之（日本）；陳灝瑋（香港））
第三季登場。
山口岩國高校的選手。
奧谷（聲：白石兼斗（日本）；（香港））
第三季登場。
山口岩國高校的選手。
大濠情二（聲：濱田賢二（日本）；李錦綸（香港））
第三季登場。
福岡城西的衝刺型選手。
清水（聲：劉奕希（香港））
第三季登場。
高知土佐海高的衝刺型選手。有著「彎道魔術師」之名。
櫓丸（聲：村井雄治（日本）；馮錦堂→劉奕希（香港））
第三季登場。
新潟上越東的衝刺型選手。有著「北方衝刺手」之名。
石丸（聲：木村隼人（日本）；鄧志堅（香港））
第五季登場。
山型最上高校的選手。

### 其他人物
坂道的母親（聲：熊谷ニーナ（日本）；石薇（台灣）；林丹鳳（香港））
小野田的母親，對於兒子加入自行車競技社這一件事感到非常不諒解，常常以為他能夠加入動漫社，不過也很高興兒子交到許多朋友。
在兒子第一次參加全國高中聯賽的第一天來探望他。並且目睹了兒子跟真波的比賽。
在兒子第二次參加全國高中聯賽第一天來探望兒子並送給兒子及兒子所屬的總北隊五頂帽子，另外還有一頂送給了真波。
拓斗的母親（聲：山崎和佳奈（日本）；鄭麗麗（香港））
葦木場翼（聲：下地紫野（日本）；何璐怡（香港））
拓斗的妹妹。
翔的母親（聲：進藤尚美（日本）；沈小蘭（香港））
姬野湖鳥（聲：田村由香里（日本）；林元春、葉曉欣（代配）（香港））
小野田最喜歡的動畫『Love★Hime』的女主角。
綿羊執事（聲：諏訪部順一（日本）；劉昭文（香港））
動畫『Love★Hime』登場角色。
有丸俊也（聲：梶裕貴（日本）；曹啟謙（香港））
動畫『Love★Hime』登場角色。
宏（聲：田尻浩章（日本）；馮錦堂（香港））
幸太魯（聲：梶裕貴（日本）；梁少霞（香港））
第三季登場。動畫『Love★Hime』登場角色。

## 出版書籍

### 漫畫
- 渡邊航《飆速宅男》秋田書店〈少年Champion Comics〉

| 卷數 | 秋田書店      | 秋田書店                                                | 尖端出版       | 尖端出版               | 玉皇朝         | 玉皇朝                 |
| 卷數 | 發售日期      | ISBN                                                    | 發售日期       | EAN                    | 發售日期       | ISBN                   |
| ---- | ------------- | ------------------------------------------------------- | -------------- | ---------------------- | -------------- | ---------------------- |
| 1    | 2008年7月8日  | ISBN 978-4-253-21451-3                                  | 2009年6月17日  | EAN 471-7702-22596-4   | 2017年5月13日  | ISBN 978-988-8436-23-1 |
| 2    | 2008年9月8日  | ISBN 978-4-253-21452-0                                  | 2010年6月3日   | EAN 471-7702-23029-6   | 2017年5月13日  | ISBN 978-988-8436-24-8 |
| 3    | 2008年11月7日 | ISBN 978-4-253-21453-7                                  | 2010年8月13日  | EAN 471-7702-23382-2   | 2017年6月28日  | ISBN 978-988-8436-25-5 |
| 4    | 2009年1月8日  | ISBN 978-4-253-21454-4                                  | 2010年9月21日  | EAN 471-7702-23383-9   | 2017年6月28日  | ISBN 978-988-8436-26-2 |
| 5    | 2009年3月6日  | ISBN 978-4-253-21455-1                                  | 2010年11月11日 | EAN 471-7702-23459-1   | 2017年6月28日  | ISBN 978-988-8436-27-9 |
| 6    | 2009年6月8日  | ISBN 978-4-253-21456-8                                  | 2011年6月15日  | EAN 471-7702-23832-2   | 2017年7月25日  | ISBN 978-988-8436-32-3 |
| 7    | 2009年8月7日  | ISBN 978-4-253-21457-5                                  | 2011年9月3日   | EAN 471-7702-23834-6   | 2017年7月25日  | ISBN 978-988-8436-33-0 |
| 8    | 2009年11月6日 | ISBN 978-4-253-21458-2                                  | 2011年11月3日  | EAN 471-7702-23836-0   | 2017年7月25日  | ISBN 978-988-8436-34-7 |
| 9    | 2009年12月8日 | ISBN 978-4-253-21459-9                                  | 2011年12月5日  | EAN 471-7702-24439-2   | 2017年9月2日   | ISBN 978-988-8436-35-4 |
| 10   | 2010年3月8日  | ISBN 978-4-253-21460-5                                  | 2012年1月10日  | EAN 471-7702-24440-8   | 2017年9月21日  | ISBN 978-988-8436-36-1 |
| 11   | 2010年4月8日  | ISBN 978-4-253-21463-6                                  | 2012年2月15日  | EAN 471-7702-24442-2   | 2017年11月6日  | ISBN 978-988-8436-37-8 |
| 12   | 2010年6月8日  | ISBN 978-4-253-21464-3                                  | 2012年3月21日  | EAN 471-7702-24445-3   | 2017年11月6日  | ISBN 978-988-8436-67-5 |
| 13   | 2010年8月6日  | ISBN 978-4-253-21465-0                                  | 2012年5月11日  | EAN 471-7702-24446-0   | 2017年11月28日 | ISBN 978-988-8436-68-2 |
| 14   | 2010年10月8日 | ISBN 978-4-253-21466-7                                  | 2012年6月11日  | EAN 471-7702-24444-6   | 2017年12月23日 | ISBN 978-988-8436-69-9 |
| 15   | 2010年12月8日 | ISBN 978-4-253-21467-4                                  | 2012年7月6日   | EAN 471-7702-24447-7   | 2018年1月20日  | ISBN 978-988-8436-70-5 |
| 16   | 2011年3月8日  | ISBN 978-4-253-21468-1                                  | 2012年9月6日   | EAN 471-7702-24814-7   |                |                        |
| 17   | 2011年5月6日  | ISBN 978-4-253-21469-8                                  | 2012年10月6日  | EAN 471-7702-24815-4   |                |                        |
| 18   | 2011年7月8日  | ISBN 978-4-253-21470-4                                  | 2013年3月12日  | EAN 471-7702-24816-1   |                |                        |
| 19   | 2011年9月8日  | ISBN 978-4-253-21472-8                                  | 2013年10月7日  | EAN 471-7702-24817-8   |                |                        |
| 20   | 2011年12月8日 | ISBN 978-4-253-21473-5                                  | 2013年11月20日 | EAN 471-7702-24818-5   |                |                        |
| 21   | 2012年2月8日  | ISBN 978-4-253-21474-2                                  | 2013年12月5日  | EAN 471-7702-24819-2   |                |                        |
| 22   | 2012年5月8日  | ISBN 978-4-253-21475-9                                  | 2014年2月12日  | EAN 471-7702-25163-5   |                |                        |
| 23   | 2012年6月8日  | ISBN 978-4-253-21476-6                                  | 2014年3月11日  | EAN 471-7702-25164-2   |                |                        |
| 24   | 2012年8月8日  | ISBN 978-4-253-21477-3                                  | 2014年6月9日   | EAN 471-7702-25338-7   |                |                        |
| 25   | 2012年10月5日 | ISBN 978-4-253-21478-0                                  | 2014年8月1日   | EAN 471-7702-25394-3   |                |                        |
| 26   | 2012年12月7日 | ISBN 978-4-253-21479-7                                  | 2014年9月4日   | EAN 471-7702-25395-0   |                |                        |
| 27   | 2013年3月8日  | ISBN 978-4-253-21480-3                                  | 2014年10月8日  | EAN 471-7702-26355-3   |                |                        |
| 28   | 2013年5月8日  | ISBN 978-4-253-22121-4                                  | 2014年11月12日 | EAN 471-7702-26356-0   |                |                        |
| 29   | 2013年8月8日  | ISBN 978-4-253-22122-1                                  | 2014年12月3日  | EAN 471-7702-26357-7   |                |                        |
| 30   | 2013年10月8日 | ISBN 978-4-253-22123-8                                  | 2015年1月9日   | EAN 471-7702-26358-4   |                |                        |
| 31   | 2013年12月6日 | ISBN 978-4-253-22124-5                                  | 2015年4月27日  | EAN 471-7702-26508-3   |                |                        |
| 32   | 2014年1月8日  | ISBN 978-4-253-22125-2                                  | 2015年6月23日  | EAN 471-7702-26509-0   |                |                        |
| 33   | 2014年4月8日  | ISBN 978-4-253-22126-9                                  | 2016年1月4日   | EAN 471-7702-26510-6   |                |                        |
| 34   | 2014年6月6日  | ISBN 978-4-253-22127-6                                  | 2016年9月30日  | ISBN 978-957-10-6913-5 |                |                        |
| 35   | 2014年8月8日  | ISBN 978-4-253-22128-3                                  | 2017年3月17日  | ISBN 978-957-10-7335-4 |                |                        |
| 36   | 2014年10月8日 | ISBN 978-4-253-22129-0                                  |                |                        |                |                        |
| 37   | 2014年12月8日 | ISBN 978-4-253-22130-6                                  |                |                        |                |                        |
| 38   | 2015年2月6日  | ISBN 978-4-253-22131-3                                  |                |                        |                |                        |
| 39   | 2015年4月8日  | ISBN 978-4-253-22132-0                                  |                |                        |                |                        |
| 40   | 2015年6月8日  | ISBN 978-4-253-22133-7                                  |                |                        |                |                        |
| 41   | 2015年8月7日  | ISBN 978-4-253-22134-4                                  |                |                        |                |                        |
| 42   | 2015年11月6日 | ISBN 978-4-253-22135-1                                  |                |                        |                |                        |
| 43   | 2016年1月8日  | ISBN 978-4-253-22703-2                                  |                |                        |                |                        |
| 44   | 2016年3月8日  | ISBN 978-4-253-22704-9                                  |                |                        |                |                        |
| 45   | 2016年6月8日  | ISBN 978-4-253-22705-6                                  |                |                        |                |                        |
| 46   | 2016年9月8日  | ISBN 978-4-253-22706-3                                  |                |                        |                |                        |
| 47   | 2016年11月8日 | ISBN 978-4-253-22707-0                                  |                |                        |                |                        |
| 48   | 2017年1月6日  | ISBN 978-4-253-22708-7                                  |                |                        |                |                        |
| 49   | 2017年2月8日  | ISBN 978-4-253-22709-4                                  |                |                        |                |                        |
| 50   | 2017年4月7日  | ISBN 978-4-253-22710-0                                  |                |                        |                |                        |
| 51   | 2017年6月8日  | ISBN 978-4-253-22711-7                                  |                |                        |                |                        |
| 52   | 2017年9月7日  | ISBN 978-4-253-22712-4                                  |                |                        |                |                        |
| 53   | 2017年12月8日 | ISBN 978-4-253-22713-1                                  |                |                        |                |                        |
| 54   | 2018年1月5日  | ISBN 978-4-253-22714-8                                  |                |                        |                |                        |
| 55   | 2018年3月8日  | ISBN 978-4-253-22715-5                                  |                |                        |                |                        |
| 56   | 2018年5月8日  | ISBN 978-4-253-22716-2                                  |                |                        |                |                        |
| 57   | 2018年8月8日  | ISBN 978-4-253-22717-9                                  |                |                        |                |                        |
| 58   | 2018年10月5日 | ISBN 978-4-253-22718-6                                  |                |                        |                |                        |
| 59   | 2019年1月8日  | ISBN 978-4-253-22719-3                                  |                |                        |                |                        |
| 60   | 2019年3月8日  | ISBN 978-4-253-22720-9                                  |                |                        |                |                        |
| 61   | 2019年5月8日  | ISBN 978-4-253-22721-6                                  |                |                        |                |                        |
| 62   | 2019年7月8日  | ISBN 978-4-253-22722-3                                  |                |                        |                |                        |
| 63   | 2019年9月6日  | ISBN 978-4-253-22723-0                                  |                |                        |                |                        |
| 64   | 2019年11月8日 | ISBN 978-4-253-22724-7                                  |                |                        |                |                        |
| 65   | 2020年2月7日  | ISBN 978-4-253-22725-4                                  |                |                        |                |                        |
| 66   | 2020年4月8日  | ISBN 978-4-253-22726-1                                  |                |                        |                |                        |
| 67   | 2020年5月8日  | ISBN 978-4-253-22727-8                                  |                |                        |                |                        |
| 68   | 2020年8月6日  | ISBN 978-4-253-22728-5                                  |                |                        |                |                        |
| 69   | 2020年10月8日 | ISBN 978-4-253-22729-2                                  |                |                        |                |                        |
| 70   | 2020年12月8日 | ISBN 978-4-253-22730-8                                  |                |                        |                |                        |
| 71   | 2021年2月8日  | ISBN 978-4-253-22731-5                                  |                |                        |                |                        |
| 72   | 2021年5月7日  | ISBN 978-4-253-22732-2                                  |                |                        |                |                        |
| 73   | 2021年7月8日  | ISBN 978-4-253-22733-9                                  |                |                        |                |                        |
| 74   | 2021年9月8日  | ISBN 978-4-253-22734-6                                  |                |                        |                |                        |
| 75   | 2021年12月8日 | ISBN 978-4-253-22735-3                                  |                |                        |                |                        |
| 76   | 2022年2月8日  | ISBN 978-4-253-22736-0                                  |                |                        |                |                        |
| 77   | 2022年4月7日  | ISBN 978-4-253-22737-7                                  |                |                        |                |                        |
| 78   | 2022年6月8日  | ISBN 978-4-253-22738-4                                  |                |                        |                |                        |
| 79   | 2022年8月8日  | ISBN 978-4-253-22739-1                                  |                |                        |                |                        |
| 80   | 2022年10月6日 | ISBN 978-4-253-22740-7                                  |                |                        |                |                        |
| 81   | 2022年11月8日 | ISBN 978-4-253-28251-2                                  |                |                        |                |                        |
| 82   | 2023年2月8日  | ISBN 978-4-253-28252-9                                  |                |                        |                |                        |
| 83   | 2023年4月7日  | ISBN 978-4-253-28253-6                                  |                |                        |                |                        |
| 84   | 2023年6月8日  | ISBN 978-4-253-28254-3                                  |                |                        |                |                        |
| 85   | 2023年8月8日  | ISBN 978-4-253-28255-0                                  |                |                        |                |                        |
| 86   | 2023年10月6日 | ISBN 978-4-253-28256-7                                  |                |                        |                |                        |
| 87   | 2024年1月5日  | ISBN 978-4-253-28257-4                                  |                |                        |                |                        |
| 88   | 2024年3月7日  | ISBN 978-4-253-28258-1                                  |                |                        |                |                        |
| 89   | 2024年5月8日  | ISBN 978-4-253-28259-8                                  |                |                        |                |                        |
| 90   | 2024年7月8日  | ISBN 978-4-253-28260-4                                  |                |                        |                |                        |
| 91   | 2024年9月6日  | ISBN 978-4-253-28261-1                                  |                |                        |                |                        |
| 92   | 2024年11月8日 | ISBN 978-4-253-28262-8                                  |                |                        |                |                        |
| 93   | 2025年1月8日  | ISBN 978-4-253-28263-5 ISBN 978-4-253-28264-2（特裝版） |                |                        |                |                        |
| 94   | 2025年3月7日  | ISBN 978-4-253-28265-9                                  |                |                        |                |                        |
| 95   | 2025年5月8日  | ISBN 978-4-253-28267-3 ISBN 978-4-253-28266-6（特裝版） |                |                        |                |                        |
| 96   | 2025年7月8日  | ISBN 978-4-253-28268-0                                  |                |                        |                |                        |
- 渡邊航《飆速宅男 SPARE BIKE》秋田書店〈少年Champion Comics〉

| 卷數 | 秋田書店      | 秋田書店               |
| 卷數 | 發售日期      | ISBN                   |
| ---- | ------------- | ---------------------- |
| 1    | 2014年12月8日 | ISBN 978-4-253-22471-0 |
| 2    | 2016年1月8日  | ISBN 978-4-253-22472-7 |
| 3    | 2016年9月8日  | ISBN 978-4-253-22473-4 |
| 4    | 2018年1月5日  | ISBN 978-4-253-22474-1 |
| 5    | 2019年3月8日  | ISBN 978-4-253-22475-8 |
| 6    | 2019年11月8日 | ISBN 978-4-253-22476-5 |
| 7    | 2020年3月6日  | ISBN 978-4-253-22477-2 |
| 8    | 2020年12月8日 | ISBN 978-4-253-22478-9 |
| 9    | 2021年7月8日  | ISBN 978-4-253-22479-6 |
| 10   | 2022年5月6日  | ISBN 978-4-253-22480-2 |
| 11   | 2023年1月6日  | ISBN 978-4-253-28286-4 |
| 12   | 2023年5月8日  | ISBN 978-4-253-28287-1 |
| 13   | 2024年1月5日  | ISBN 978-4-253-28288-8 |
| 14   | 2025年1月8日  | ISBN 978-4-253-28289-5 |
- 《飆速宅男 公式作品集 放學後踏板》秋田書店〈少年Champion Comics〉

| 卷數 | 秋田書店     | 秋田書店               |
| 卷數 | 發售日期     | ISBN                   |
| ---- | ------------ | ---------------------- |
| 1    | 2014年6月6日 | ISBN 978-4-253-21319-6 |
| 2    | 2015年2月6日 | ISBN 978-4-253-21320-2 |
| 3    | 2015年8月7日 | ISBN 978-4-253-21377-6 |
| 4    | 2016年5月6日 | ISBN 978-4-253-21378-3 |
| 5    | 2017年1月6日 | ISBN 978-4-253-21379-0 |
| 6    | 2018年5月8日 | ISBN 978-4-253-21703-3 |
| 7    | 2019年7月8日 | ISBN 978-4-253-21704-0 |
| 8    | 2020年8月6日 | ISBN 978-4-253-21738-5 |

### 小說
- 渡邊航、時海結以《飆速宅男 卷島·東堂 兩人的約定》秋田書店〈少年Champion Novels〉
  - 日本：2014年2月7日發售（ISBN 978-4-253-10760-0）

### 其他書籍
- 《飆速宅男 公式書》秋田書店〈少年Champion Comics〉

| 卷數 | 秋田書店     | 秋田書店               |
| 卷數 | 發售日期     | ISBN                   |
| ---- | ------------ | ---------------------- |
| 27.5 | 2013年5月8日 | ISBN 978-4-253-21398-1 |
| 54.5 | 2018年1月5日 | ISBN 978-4-253-21399-8 |
| 68.5 | 2020年8月6日 | ISBN 978-4-253-22120-7 |
- 《飆速宅男 電視動畫公式書》秋田書店〈少年Champion Comics〉
  - 日本：2014年4月8日發售（ISBN 978-4-253-21316-5）

- 《原畫集 飆速宅男COLORS》秋田書店
  - 日本：2015年1月30日發售（ISBN 978-4-253-10131-8）

- 《飆速宅男 電視動畫角色書 Anipeda》秋田書店〈少年Champion Comics〉

| 卷數 | 標題                  | 秋田書店      | 秋田書店               |
| 卷數 | 標題                  | 發售日期      | ISBN                   |
| ---- | --------------------- | ------------- | ---------------------- |
| 1    | 坂道&卷島篇           | 2015年8月7日  | ISBN 978-4-253-22651-6 |
| 2    | 真波&東堂篇           | 2015年9月8日  | ISBN 978-4-253-22652-3 |
| 3    | 金城&今泉&福富&荒北篇 | 2015年10月8日 | ISBN 978-4-253-22653-0 |
| 4    | 鳴子&田所&新開&泉田篇 | 2015年11月6日 | ISBN 978-4-253-22654-7 |
- 《飆速宅男 SCHOOL LIFE》秋田書店

| 卷數 | 秋田書店     | 秋田書店               | 備註                     |
| 卷數 | 發售日期     | ISBN                   | 備註                     |
| ---- | ------------ | ---------------------- | ------------------------ |
| 1    | 2016年9月8日 | ISBN 978-4-253-18194-5 |                          |
| 2    | 2017年6月8日 | ISBN 978-4-253-11102-7 | 單行本50卷發售紀念特別號 |

## 動畫

### 電視動畫
在《週刊少年Champion》2013年4+5號公式發表。2013年10月7日起開始於東京電視台等播放。

#### 製作人員
- 原作：渡邊航
- 監督：鍋島修
- 系列構成：吉田玲子（第1-2季）、砂山藏澄（第3-4季）
- 角色設計、總作畫監督：吉田隆彥（第1-2季）、番由纪子（第3-4季）
- 機械設計：水村良男（第1-2季）、秋篠Denforword日和（第3-4季）
- 設計協力：森木靖泰
- 主動畫師：堀内博之
- 美術設定：青木智由紀
- 美術監督：吉原俊一郎
- 色彩設計：中尾聰子
- CG監督：真田竹志（第1-2季）、佐佐木俊宏（第3-4季）
- 攝影監督：葛山剛士
- 編輯：坂本久美子
- 音樂：澤田完
- 音響監督：高寺雄
- 音響制作：HALF H・P STUDIO
- 動畫製作：TMS Entertainment
- 製作：飆速宅男製作委員會（TMS Entertainment、東寶、秋田書店）（第1季）、飆速宅男GR製作委員會（第2季）、飆速宅男03製作委員會（第3季）、飆速宅男04製作委員會（第4季）

#### 主題曲
第1季
片頭曲
（第1話－第12話）
作曲、編曲、主唱：ROOKiEZ is PUNK'D，作詞：SHiNNOSUKE
（第13話－第25話）
作詞、作曲：高津戶信幸，編曲、主唱：DIRTY OLD MEN
「Be As One」（第26話－第38話）
作詞：leonn，作曲、編曲：宮崎誠
主唱：總北隊［小野田坂道（山下大輝）、今泉俊輔（鳥海浩輔）、鳴子章吉（福島潤）、金城真護（安元洋貴）、卷島裕介（森久保祥太郎）、田所迅（伊藤健太郎）］
片尾曲
（第1話－第12話）
作詞、作曲：真戶原直人，編曲、主唱：UNDER GRAPH
「I'm Ready」（第13話－第25話）
作詞、作曲：高津戶信幸，編曲：DIRTY OLD MEN，主唱：AUTRIBE
「Glory Road」（第26話－第38話）
作詞：Mio Aoyama，作曲、編曲：宮崎誠
主唱：箱根學園隊［福富壽一（前野智昭）、真波山岳（代永翼）、東堂盡八（柿原徹也）、新開隼人（日野聰）、荒北靖友（吉野裕行）、泉田塔一郎（阿部敦）］
插曲
（第1話－第3話、第5話、第11話、第26話、第33話、第36話）
作詞：渡邊航，作詞補佐：yura，作曲、編曲：田代智一，主唱：姬野湖鳥（田村由香里）
第2季
片頭曲
「Determination」（第1話－第12話）
作曲、編曲：岡田勇希，編曲、主唱：LASTGASP
（第13話－第24話）
作詞：SHiNNOSUKE，作曲、編曲、主唱：ROOKiEZ is PUNK'D
片尾曲
（第1話－第12話）
作詞 - SHiNNOSUKE，作曲、編曲、主唱：ROOKiEZ is PUNK'D
（第13話－第24話）
作詞、作曲：高津戶信幸，編曲、主唱：MAGIC OF LiFE
插曲
（第13話）
作詞：渡邊航，作詞補佐：yura，作曲、編曲：田代智一，主唱：姬野湖鳥（田村由香里）
第3季
片頭曲
（第1話－第4話，第6話－第12話）
作曲、編曲：渡邊拓也，作詞：夏代孝明、松井洋平，主唱：夏代孝明
（第13話－第25話）
作詞、作曲、編曲：渡邊拓也，主唱：夏代孝明
片尾曲
（第1話－第12話）
作詞、作曲：，編曲：宮崎誠，主唱：
（第13話－第25話）
作詞、作曲：，編曲：宮崎誠，主唱：
插曲
（第23話）
作詞：渡邊航，作詞補佐：yura，作曲、編曲：田代智一，主唱：姬野湖鳥（田村由香里）
（第23話）
作詞：渡邊航，作曲、編曲：渡部チェル，主唱：姬野湖鳥（田村由香里）
第4季
片頭曲
（第1話－第12話）
作詞、作曲：內田直孝，編曲：Rhythmic Toy World、川原祥太，主唱：Rhythmic Toy World
（第13話－第25話）
作詞、作曲：，編曲：宮崎誠，主唱：
片尾曲
（第1話－第12話）
作詞：，作曲、編曲：設樂哲也，主唱：THE HIGH CADENCE（小野田坂道（山下大輝）、今泉俊輔（鳥海浩輔）、鳴子章吉（福島潤）、手嶋純太（岸尾大輔）、青八木一（松岡禎丞）、鏑木一差（下野紘））
（第13話－第25話）
作詞：，作曲、編曲：睦越周平，主唱：ROUTE85（真波山岳（代永翼）、泉田塔一郎（阿部敦）、黑田雪成（野島健兒）、葦木場拓斗（宮野真守）、銅橋正清（小野大輔）、新開悠人（內田雄馬））
插曲
（第15話）
作詞、作曲：高津戶信幸，編曲、主唱：MAGIC OF LiFE
「Link」（第16話）
作曲、編曲：岡田勇希，編曲、主唱：LASTGASP
（第16話、第19話）
作詞：渡邊航，作詞補佐：yura，作曲、編曲：田代智一，主唱：姬野湖鳥（田村由香里）
第5季
片頭曲
（第1話－第13話）
作詞：GEN，作曲、編曲、主唱：04 Limited Sazabys
（第14話－第25話）
作詞：竹中雄大，作曲：竹中雄大、沖聰次郎，編曲、主唱：Novelbright
片尾曲
（第1話－第13話）
作詞：山田海斗，作曲：竹中雄大、沖聰次郎，編曲、主唱：Novelbright
（第14話－第25話）
作詞、作曲、編曲：，主唱：山下大輝 with 

#### 各話列表
| 話數     | 日文標題 | 中文標題               | 台灣曼迪標題           | 香港J2標題             | 劇本     | 分鏡            | 演出              | 作畫監督                                                                                                 | 動作作畫監督               |
| 第1季    | 第1季    | 第1季                  | 第1季                  | 第1季                  | 第1季    | 第1季           | 第1季             | 第1季 | 第1季                      |
| -------- | -------- | ---------------------- | ---------------------- | ---------------------- | -------- | --------------- | ----------------- | --- | -------------------------- |
| RIDE.1   |          | 因為能不花錢去秋葉原   | 不用花錢就可以去秋葉原 | 因為可以免費去秋葉原   | 吉田玲子 | 鍋島修          | 原田奈奈          | 岩佐裕子                                                                                                 | 堀内博之                   |
| RIDE.2   |          | 為了增加部員           | 為了要招攬社員         | 為了增加成員           | 吉田玲子 | 本多康之        | 土屋康郎          | 興村忠美 重國勇二                                                                                        | 水村良男 松田真路          |
| RIDE.3   |          | 因為我沒有朋友         | 因為我沒有朋友         | 因為我沒有朋友         | 吉田玲子 | 田所修          | 淺利藤彰          | 小美戶幸代                                                                                               | 堀内博之                   |
| RIDE.4   |          | 鳴子章吉               | 鳴子章吉               | 鳴子章吉               | 廣田光毅 | 本多康之        | 伊藤秀樹          | | 吉田隆彥                   |
| RIDE.5   |          | 總北高中自行車競技部   | 總北高中自行車競賽社   | 總北高中單車競技部     | 吉田玲子 | 田中良          | 宮原秀二          | 宮西多麻子 湖川友謙                                                                                      | 堀内博之                   |
| RIDE.6   |          | 迎新賽                 | 迎新賽開始             | 迎新賽                 | 砂山藏澄 | 大庭秀昭        | 大庭秀昭          | 敷島博英                                                                                                 | 水村良男 松田真路          |
| RIDE.7   |          | 想追上去！             | 想要追上去             | 想追上去               | 福嶋幸典 | 田所修          | 原田奈奈          | 堀内博之                                                                                                 | 堀内博之                   |
| RIDE.8   |          | 衝刺爬坡！！           | 爬坡衝刺               | 衝刺上山               | 廣田光毅 | 西森章          | 土屋康郎          | 井口忠一 青鉢芳信                                                                                        | 水村良男 松田真路          |
| RIDE.9   |          | 全力VS全力             | 全力VS全力             | 全力對全力             | 廣田光毅 | 鍋島修          | 淺利藤彰          | 岡崎洋美 小谷杏子                                                                                        | 堀内博之                   |
| RIDE.10  |          | 山頂蜘蛛男             | 山峰上的蜘蛛男         | 山頂上的蜘蛛男         | 吉田玲子 | 本多康之        | 宮原秀二          | 湖川友謙 宮西多麻子                                                                                      | 水村良男 松田真            |
| RIDE.11  |          | 肉彈列車！！           | 肉彈列車               | 肉彈列車               | 砂山藏澄 | 田所修          | 神原敏昭          | | 堀内博之                   |
| RIDE.12  |          | 集訓初日！             | 集訓第一天             | 集訓的第一天           | 福嶋幸典 | 大庭秀昭        | 大庭秀昭          | 水村良男 松田真路                                                                                        | 小美戶幸代 高木信一郎      |
| RIDE.13  |          | 今泉和鳴子的1000公里   | 今泉和鳴子的一千公里   | 今泉和鳴子的1000公里   | 吉田玲子 | 本多康之        | 原田奈奈          | 水村良男 松田真路                                                                                        | 宍戶久美子 朴炯仁          |
| RIDE.14  |          | 晨霧中的重逢           | 朝霧裡重逢             | 朝霧的再會             | 廣田光毅 | 西森章          | 福本潔            | 水村良男 松田真路                                                                                        | 尾形健一郎 菊地功一 外間亮 |
| RIDE.15  |          | 策略                   | 策略                   | 策略                   | 福嶋幸典 | 宇田鋼之介      | 淺利藤彰          | 廣道一輪 宮西多麻子                                                                                      | 堀內博之                   |
| RIDE.16  |          | 一點突破               | 突破關卡               | 集中衝破一點           | 砂山藏澄 | 田所修          | 佐佐木純人        | 中野彰子                                                                                                 | 松田真路 水村良男          |
| RIDE.17  |          | 最末尾的小野田         | 最末尾的小野田         | 排最後的小野田         | 廣田光毅 | 大庭秀昭        | 大庭秀昭          | 菅野智之 高木信一郎                                                                                      | 堀内博之                   |
| RIDE.18  |          | 全力的較量             | 全力的比賽             | 全力的勝負             | 福嶋幸典 | 西森章          | 宮原秀二          | 小美戶幸代 原田幸枝                                                                                      | 松田真路 水村良男          |
| RIDE.19  |          | 新的起點               | 新的開始               | 新的開始               | 砂山藏澄 | 宇田鋼之介      | 佐藤和麿          | 尾形健一郎 菊地功一                                                                                      | 堀内博之                   |
| RIDE.20  |          | 真波山                 | 真波山                 | 真波山                 | 吉田玲子 | 大宙征基        | 神原敏昭          | | 松田真路 水村良男          |
| RIDE.21  |          | 石道之蛇               | 石道的蛇               | 石道之蛇               | 吉田玲子 | 西森章          | 原田奈奈          | 宮西多麻子 岡崎洋美                                                                                      | 堀內博之                   |
| RIDE.22  |          | 高中聯賽開幕           | 全國高中聯賽開幕戰     | 全國大賽開幕           | 廣田光毅 | 大庭秀昭        | 大庭秀昭          | 高橋敦子 小美戶幸代                                                                                      | 水村良男                   |
| RIDE.23  |          | 頂尖衝刺型選手！！     | 頂尖衝刺型選手         | 頂尖的Sprinter         | 福嶋幸典 | 大宙征基        | 北川正人          | 中野彰子                                                                                                 | 君島繁 松田真路            |
| RIDE.24  |          | 顫抖的泉田             | 泉田發抖               | 泉田的顫抖             | 砂山藏澄 | 狩田豪也        | 淺利藤彰          | 菅野智之 宍戶久美子                                                                                      | 堀內博之                   |
| RIDE.25  |          | 負                     | 輸了                   | 敗                     | 廣田光毅 | 大宙征基        | 宮原秀二          | 宮西多麻子                                                                                               | 松田真路                   |
| RIDE.26  |          | 能看見天空             | 看見天空               | 看得見天空             | 吉田玲子 | 藪木凜          | 佐藤和磨          | 尾形雄一郎 菊地功一                                                                                      | 君島繁                     |
| RIDE.27  |          | 山神東堂               | 山神東堂               | 山神東堂               | 福嶋幸典 | 大庭秀昭        | 大庭秀昭          | 中本尚 小美戶幸代                                                                                        | 堀內博之                   |
| RIDE.28  |          | 百人關卡               | 一百個人的難關         | 一百人的難關           | 廣田光毅 | 大宙征基        | 神原敏昭          | | 松田真路                   |
| RIDE.29  |          | 山頂                   | 山頂                   | 山頂                   | 砂山藏澄 | 鍋島修          | 小坂知            | 山本美佳 富永真理                                                                                        | 君島繁                     |
| RIDE.30  |          | 荒北與今泉             | 荒北與今泉             | 荒北與今泉             | 吉田玲子 | 狩田豪也        | 原田奈奈          | 岡崎洋美 宮西多麻子                                                                                      | 堀內博之                   |
| RIDE.31  |          | 強者3人                | 三個強者               | 三個強者               | 廣田光毅 | 鵜飼悠紀        | 宮原秀二          | 南伸一郎                                                                                                 | 堀內博之                   |
| RIDE.32  |          | 希望之夜               | 希望之夜               | 希望之夜               | 福嶋幸典 | 大宙征基        | 淺利藤彰          | 薄谷榮之 高橋敦子                                                                                        | 君島繁                     |
| RIDE.33  |          | 就是公主               | 因為是公主             | 是公主                 | 砂山藏澄 | 鍋島修 大庭秀昭 | 大庭秀昭          | 菅野智之 宍戶久美子                                                                                      | 堀內博之                   |
| RIDE.34  |          | 新開隼人               | 新開隼人               | 新開隼人               | 廣田光毅 | 光枝愛治        | 佐藤和磨          | 尾形健一郎 菊地功一                                                                                      | 君島繁                     |
| RIDE.35  |          | 勝利的男人             | 勝利的男人             | 取得勝利的男人         | 福嶋幸典 | 宇田鋼之介      | 神原敏昭          | | 堀內博之                   |
| RIDE.36  |          | 最強最快               | 最強最快               | 最強最快               | 砂山藏澄 | 田所修          | 宮原秀二          | 小美戶幸代 中本尚 薄谷榮之 水村良男                                                                      | 君島繁                     |
| RIDE.37  |          | 王者交替               | 王者交替               | 王者交替               | 廣田光毅 | 光枝愛治        | 淺利藤彰          | 山本美佳 宮西多麻子                                                                                      | 堀內博之                   |
| RIDE.38  |          | 總北之魂               | 總北之魂               | 總北精神               | 吉田玲子 | 鍋島修 藪木凜   | 大庭秀昭          | 岡崎洋美 南伸一郎                                                                                        | 君島繁 水村良男            |
| 第2季    |          |                        |                        |                        |          |                 |                   | |                            |
| ROAD.1   |          | 第49階段               | 第49階段               | 第49階段               | 砂山藏澄 | 狩田豪也        | 原田奈奈          | 岡崎洋美 山本美佳                                                                                        | 堀内博之                   |
| ROAD.2   |          | 王牌們                 |                        | 王牌                   | 福嶋幸典 | 園田雅裕        | 園田雅裕          | 小美戶幸代 宮西多麻子                                                                                    | 堀内博之                   |
| ROAD.3   |          | 翔                     | 翔                     | 翔                     | 廣田光毅 | 鍋島修          | 佐藤和磨          | 山本美佳 飯飼一幸 米本奈苗                                                                               | 堀内博之                   |
| ROAD.4   |          | 覺悟                   | 覺悟                   | 覺悟                   | 吉田玲子 | 鍋島修          | 原田奈奈          | 岡崎洋美 小美戶幸代 中本尚                                                                               | 堀内博之                   |
| ROAD.5   |          | 到達藥店前的3公里      |                        | 藥房前的3公里          | 岡田邦彥 | 大庭秀昭        | 大庭秀昭          | 宮西多麻子 小美戶幸代 中本尚                                                                             | 堀内博之                   |
| ROAD.6   |          | 擁有星星的男人         |                        | 擁有幸運之星的男人     | 福嶋幸典 | 藪木凜          | 村上貴之 山口美浩 | 五十内祐輔 桐谷真咲 永吉隆志                                                                             | 堀内博之                   |
| ROAD.7   |          | 集團迫近               |                        | 大隊逼近               | 廣田光毅 | 加瀨充子        | 佐藤和麿          | 岡崎洋美 小美戶幸代 石川晉吾 齋藤大輔                                                                    | 堀内博之                   |
| ROAD.8   |          | 荒北                   | 荒北                   | 荒北                   | 砂山藏澄 | 田中良          | 黑田晃一郎        | | 堀内博之                   |
| ROAD.9   |          | 吳之鬥犬               | 吳之鬥犬               | 吳之鬥犬               | 福嶋幸典 | 藪木凜          | 山口美浩 金森勝   | 永吉隆志 桐谷真咲 小美戶幸代                                                                             | 堀内博之                   |
| ROAD.10  |          | 前方的領域             |                        | 更前的領域             | 廣田光毅 | 園田雅裕        | 園田雅裕          | 岡崎洋美 米本奈苗 山本美佳                                                                               | 堀内博之                   |
| ROAD.11  |          | 生存戰                 | 生存戰                 | 生存戰                 | 岡田邦彥 | 大庭秀昭        | 神原敏昭          | 渡邊慶子                                                                                                 | 堀内博之                   |
| ROAD.12  |          | 泉田的驕傲             |                        | 泉田的榮耀             | 砂山藏澄 | 大宙征基        | 原田奈奈          | 山本美佳 近藤瑠依 宍戶久美子                                                                             | 堀内博之                   |
| ROAD.13  |          | 疾走，山中湖           |                        | 暴衝，山中湖           | 福嶋幸典 | 大宙征基        | 佐藤和麿          | 小美戶幸代 田中彩 中本尚                                                                                 | 堀内博之                   |
| ROAD.14  |          | 最後的戰術             |                        | 最後的作戰             | 岡田邦彥 | 藪木凜          | 黑田晃一郎        | | 堀内博之                   |
| ROAD.15  |          | 鳴子！真正實力！       |                        | 鳴子，真本事           | 廣田光毅 | 田中良          | 山口美浩          | 永吉隆志 小畑賢 桐谷真咲 中小路佳毅                                                                      | 堀内博之                   |
| ROAD.16  |          | 王牌今泉！             |                        | 主將今泉               | 砂山藏澄 | 加瀨充子        | 大庭秀昭          | 齋藤大輔 岡崎洋美                                                                                        | 堀内博之                   |
| ROAD.17  |          | 箱根學園6號            |                        | 箱根學園號碼布6號      | 岡田邦彥 | 大宙征基        | 神原敏昭          | 渡邊慶子                                                                                                 | 堀内博之                   |
| ROAD.18  |          | 一步一步               | 一步一步               | 一步一步               | 福嶋幸典 | 藪木凜          | 園田雅裕          | 小美戶幸代 田中彩 中本尚                                                                                 | 堀内博之                   |
| ROAD.19  |          | 坂道的職責             |                        | 坂道的任務             | 廣田光毅 | 藪木凜          | 山口美浩          | 永吉隆志 桐谷真咲 小畑賢 中小路佳毅 篠田章                                                               | 堀内博之                   |
| ROAD.20  |          | 今泉vs御堂筋           |                        | 今泉對御堂筋           | 岡田邦彥 | 鍋島修          | 原田奈奈          | 米本奈苗 山本美佳 近藤瑠依                                                                               | 堀内博之                   |
| ROAD.21  |          | 91號                   | 91號                   | 91號                   | 福嶋幸典 | 田中良          | 黑田晃一郎        | 吉田隆彥 芝美奈子 岡崎洋美                                                                               | 堀内博之                   |
| ROAD.22  |          | 真波與坂道             | 真波與坂道             | 真波與坂道             | 廣田光毅 | 加瀨充子        | 佐藤和磨          | 小美戶幸代 齋藤大輔                                                                                      | 堀内博之                   |
| ROAD.23  |          | 約定的路途             |                        | 約定之道               | 砂山藏澄 | 藪木凜          | 山口美浩          | 吉田隆彥 芝美奈子 岡崎洋美 市野まりあ 桐谷真咲 中小路佳毅 松下純子 臼井篤史 室山祥子 竹本佳子 木下由美子 | 堀内博之                   |
| ROAD.24  | WINNER   | WINNER                 | WINNER                 | WINNER                 | 吉田玲子 | 鍋島修          | 原田奈奈          | 田中彩 米本奈苗 小美戶幸代 山本美佳                                                                      | 堀内博之                   |
| 第3季    |          |                        |                        |                        |          |                 |                   | |                            |
| RIDE.01  |          | 最後一次的峰山         |                        | 最後的峰山             | 砂山藏澄 | 鍋島修          | 大庭秀昭          | 岡崎洋美 宍戸久美子                                                                                      | 南伸一郎 小澤和則          |
| RIDE.02  |          | 卷島留下的東西         |                        | 卷島留下的東西         | 砂山藏澄 | 紅優            | 森邦宏            | 米本奈苗 齋藤大輔                                                                                        | 南伸一郎 小澤和則          |
| RIDE.03  |          | 手嶋、魂之騎行         |                        | 手嶋，靈魂疾走         | 福嶋幸典 | 紅優            | 池田智美          | 竹本佳子                                                                                                 | 南伸一郎 小澤和則          |
| RIDE.04  |          | 峰山最快的男人         |                        | 最快的男人             | 岡田邦彦 |                 | 村山靖            | | 南伸一郎 小澤和則          |
| RIDE.05  |          | 自行車異種格鬥技場！！ |                        | 單車異種格鬥場             | 久尾歩   | 黑田晃一郎      | 渡邊一平太        | | 南伸一郎 小澤和則          |
| RIDE.06  |          | 鳴子VS御堂筋           |                        | 鳴子對御堂筋           | 廣田光毅 | 大庭秀昭        | 大庭秀昭          | 岩岡優子 小美戶幸代                                                                                      | 南伸一郎 小澤和則          |
| RIDE.07  |          | 最後的騎行大會         |                        | 最後的歡送賽           | 砂山藏澄 | 紅優            | 宮原秀二          | 中山由美 宮西多麻子                                                                                      | 南伸一郎 小澤和則          |
| RIDE.08  |          | 終點線                 | 終點線                 | 終點線                 | 福嶋幸典 | 紅優            | 關曉子            | | 南伸一郎 小澤和則          |
| RIDE.09  |          | 新總北、啟動！         |                        | 新生總北，起動         | 岡田邦彦 | 越智一裕        | 森邦宏            | 米本奈苗 宍戸久美子                                                                                      | 南伸一郎 小澤和則          |
| RIDE.10  |          | 杉元兄弟的羈絆         |                        | 杉元兄弟的兄弟情       | 久尾歩   | 大脊戶聰        | 大脊戶聰          | 齋藤大輔 二宮奈那子                                                                                      | 南伸一郎 小澤和則          |
| RIDE.11  |          | 決勝                   | 決勝                   | 決勝                   | 廣田光毅 | 鍋島修          | 齊藤啓也          | 岩岡優子 小美戶幸代                                                                                      | 南伸一郎 小澤和則          |
| RIDE.12  |          | 困境！                 |                        | 困境                   | 砂山藏澄 |                 | 黑田晃一郎        | 佐藤弘明 齋藤樹里 渡邊一平太                                                                             | 南伸一郎 小澤和則          |
| RIDE.13  |          | 再次的1000公里         |                        | 1000公里再臨           | 福嶋幸典 | 大庭秀昭        | 大庭秀昭          | 中山由美 三浦雅子 二宮奈那子                                                                             | 南伸一郎 小澤和則          |
| RIDE.14  |          | 凡人與天才             | 凡人與天才             | 凡人與天才             | 岡田邦彦 | 紅優            | 池田智美          | 竹本佳子                                                                                                 | 南伸一郎 小澤和則          |
| RIDE.15  |          | 古賀的終點線           |                        | 古賀的終點             | 久尾歩   | 紅優            | 五月女有作        | 上野翔太 內野明雄 佐佐木敏子 中村統子                                                                    | 南伸一郎 小澤和則          |
| RIDE.16  |          | 第二次的高中聯賽       |                        | 第二次全國大賽         | 廣田光毅 | 森邦宏          | 宮原秀二          | 米本奈苗                                                                                                 | 南伸一郎 小澤和則          |
| RIDE.17  |          | 開始！！！             |                        | 開始                   | 福嶋幸典 |                 | 關曉子            | | 南伸一郎 小澤和則          |
| RIDE.18  |          | 膨脹的青八木           | 膨脹的青八木           | 膨脹的青八木           | 砂山藏澄 |                 | 黑田晃一郎        | 渡邊一平太                                                                                               | 南伸一郎 小澤和則          |
| RIDE.19  |          | 怪道銅橋               | 怪道銅橋               | 怪道銅橋               | 岡田邦彦 | 大庭秀昭        | 大庭秀昭          | 小美戶幸代 宍戸久美子 田角麻奈美                                                                         | 南伸一郎 小澤和則          |
| RIDE.20  |          | 鏑木、全開！           |                        | 鏑木，全速前進         | 久尾歩   | 越智一裕        | 池田智美          | 竹本佳子                                                                                                 | 南伸一郎 小澤和則          |
| RIDE.21  |          | 箱根學園、行動！       |                        | 箱根學園，出動         | 廣田光毅 |                 |                   | 岡崎洋美 米本奈苗 齋藤大輔 田角麻奈美                                                                    | 南伸一郎 小澤和則          |
| RIDE.22  |          | 號碼布1號的壓力        |                        | 1號號碼布的壓力        | 福嶋幸典 | 森邦宏          | 森邦宏            | 小美戶幸代 宍戸久美子                                                                                    | 南伸一郎 小澤和則          |
| RIDE.23  |          | 坂道、追擊             |                        | 坂道，追擊             | 岡田邦彦 | 紅優            | 關曉子            | | 南伸一郎 小澤和則          |
| RIDE.24  |          | 雜草般的騎行           |                        | 雜草的走法             | 久尾歩   | 紅優            | 齊藤啓也          | 宮西多麻子 三浦雅子                                                                                      | 南伸一郎 小澤和則          |
| RIDE.25  |          | 仰望天空               | 仰望天空               | 仰望天空               | 砂山藏澄 | 鍋島修          | 大庭秀昭 原田奈奈 | 岡崎洋美 米本奈苗 岩岡優子 中山由美                                                                      | 南伸一郎 小澤和則          |
| 第4季    |          |                        |                        |                        |          |                 |                   | |                            |
| LINE.01  |          | 進入最終局面           |                        | 前往最終局面           | 砂山藏澄 | 鍋島修          | 原田奈奈          | 番由紀子 村谷貴志                                                                                        | 堀內博之 南伸一郎          |
| LINE.02  |          | 兩個王牌！！           |                        | 兩個王牌               | 砂山藏澄 | 大庭秀昭        | 大庭秀昭          | 米本奈苗                                                                                                 | 堀內博之 南伸一郎          |
| LINE.03  |          | 約定之時               | 約定之時               | 約定之時               | 岡田邦彦 | 鍋島修          | 黑田晃一郎        | 渡邊一平太                                                                                               | 堀內博之 南伸一郎          |
| LINE.04  |          | 覺悟的5人              | 覺悟的5人              | 覺悟的5人              | 久尾歩   | 紅優            | 備前克彥          | 林弘子 竹村南 高野由香里                                                                                 | 堀內博之 南伸一郎          |
| LINE.05  |          | 縮短3秒                |                        | 削減的3秒              | 廣田光毅 | 紅優            | 池田智美          | 次橋有紀 田中美穗 萩原正人 船越麻友美 中俣由貴乃                                                         | 堀內博之 南伸一郎          |
| LINE.06  |          | 動搖的總北             | 動搖的總北             | 動搖的總北             | 福島幸典 | 鍋島修          | 原田奈奈          | 米本奈苗 岡崎洋美                                                                                        | 堀內博之 南伸一郎          |
| LINE.07  |          | 希望的腳步聲           | 希望的腳步聲           | 希望的腳步聲           | 砂山藏澄 | 金崎貴臣        | 齊藤啓也          | 宮西多麻子 小美戶幸代 岩岡優子                                                                           | 堀內博之 南伸一郎          |
| LINE.08  |          | 第2天、開始！！        |                        | 第二天比賽，開始       | 岡田邦彥 | 大庭秀昭        | 大庭秀昭          | 岡崎洋美 三浦雅子 小美戶幸代 二宮奈那子 宮西多麻子                                                       | 堀內博之 南伸一郎          |
| LINE.09  |          | 願望的衣帶             |                        | 願望的交棒             | 久尾歩   | 紅優            | 黑田晃一郎        | 渡邊一平太                                                                                               | 堀內博之 南伸一郎          |
| LINE.10  |          | 16號、新開悠人         |                        | 16號新開悠人           | 廣田光毅 | 紅優            | 松川朋弘          | 齋藤大輔 中山由美                                                                                        | 堀內博之 南伸一郎          |
| LINE.11  |          | 山王                   | 山王                   | 山王                   | 福島幸典 | 佐藤真二        | 池田智美          | 岩岡優子 次橋有紀 萩原正人 船越麻友美 中俣由貴乃                                                         | 堀內博之 南伸一郎          |
| LINE.12  |          | 滿溢的思念             |                        | 零落的思念             | 砂山藏澄 | 菅原靜貴        | 大庭秀昭          | 宍戶久美子 三浦雅子 二宮奈那子                                                                           | 堀內博之 南伸一郎          |
| LINE.13  |          | 負罪之人               |                        | 背負罪名的人           | 岡田邦彥 | 金崎貴臣        | 備前克彥          | 林弘子                                                                                                   | 堀內博之 南伸一郎          |
| LINE.14  |          | 心之包裹、心之箱       |                        | 心中的包袱，心中的盒子 | 久尾步   | 大庭秀昭        | 大庭秀昭          | 中山由美 小美戶幸代 森七奈 近藤瑠衣 竹本佳子 中俣由貴乃                                                  | 堀內博之 南伸一郎          |
| LINE.15  |          | 歡喜的衝刺線           |                        | 歡喜的成績測定線       | 廣田光毅 | 紅優            | 原田奈奈          | 宮西多麻子 米本奈苗                                                                                      | 堀內博之 南伸一郎          |
| LINE.16  |          | 落後的總北             |                        | 遲到的總北             | 福島幸典 | 紅優            | 黑田晃一郎        | 渡邊一平太                                                                                               | 堀內博之 南伸一郎          |
| LINE.17  |          | 山的起點               |                        | 山路的開始             | 砂山藏澄 | 紅優            | 松川朋弘          | 松岡秀明 齋藤大輔 南伸一郎                                                                               | 堀内博之                   |
| LINE.18  |          | 鳴子的意志             |                        | 鳴子的堅持             | 岡田邦彥 | 大庭秀昭        | 大庭秀昭          | 次橋有紀 菅野智之 岡崎洋美                                                                               | 堀內博之 南伸一郎          |
| LINE.19  |          | 接近的山頂             |                        | 靠近山頂               | 久尾歩   | 鍋島修          | 藤原和和          | 米本奈苗 宍戶久美子 岩岡優子                                                                             | 堀內博之 南伸一郎          |
| LINE.20  |          | 山獎                   | 山獎                   | 山獎                   | 福島幸典 |                 |                   | 中山由美 小美戶幸代                                                                                      | 堀內博之 南伸一郎          |
| LINE.21  |          | 限制器                 |                        | 限制器                 | 廣田光毅 | 紅優            | 備前克彥          | 林弘子 中山由美 小美戶幸代 岩岡優子 齊藤大輔 米本奈苗                                                    | 堀內博之 南伸一郎          |
| LINE.22  |          | 3位強者                |                        | 三名強者               | 岡田邦彥 | 紅優            | 黑田晃一郎        | 渡邊一平太                                                                                               | 堀內博之 南伸一郎          |
| LINE.23  |          | 勝利者                 | 勝利者                 | 勝利者                 | 久尾歩   | 大庭秀昭        | 大庭秀昭          | 三浦雅子 次橋有紀 菅野智之 萩原正人                                                                      | 堀內博之 南伸一郎          |
| LINE.24  |          | 小小的山坡             |                        | 狹窄的山道             | 砂山藏澄 | 小坂知          | 小坂知            | 宮西多麻子 堀內博之                                                                                      | 南伸一郎                   |
| LINE.25  |          | 各自的起跑線           |                        | 各自的起跑線           | 砂山藏澄 | 鍋島修          | 松川朋弘 池田智美 | 中山由美 小美戶幸代 齊藤大輔 米本奈苗 次橋有紀                                                           | 堀內博之 南伸一郎          |
| 第5季    |          |                        |                        |                        |          |                 |                   | |                            |
| BREAK.01 |          | 最後一天、開始！！     |                        | 最後一天，開始         | 砂山藏澄 | 鍋島修          | 大庭秀昭          | 日向正樹 中山由美 菅野智之 飯飼一幸                                                                      | 南伸一郎                   |
| BREAK.02 |          | 食人魚                 |                        | 食人魚                 | 砂山藏澄 | 佐藤真人        | 鈴木孝聰          | 岩岡優子 宮西多麻子                                                                                      | 濱津武廣                   |
| BREAK.03 |          | 共進之力               |                        | 共同前進的力量         | 砂山藏澄 | 宇田鋼之介      | 辻橋綾佳          | 古德真美 江原小百合 北島勇樹                                                                             | 南伸一郎                   |
| BREAK.04 |          | 兩個人的隊伍           |                        | 雙人車隊               | 砂山藏澄 | 黑瀨大輔        | 黑瀨大輔          | 小美戶幸代 久保茉莉子 宍戶久美子 中村純子                                                                | 南伸一郎                   |
| BREAK.05 |          | 前輩                   |                        | 前輩                   | 砂山藏澄 | 大嶋博之        | 西尾良寬          | 能條理行 志水 菅野智之 熊田亞輝 萩原正人                                                                 | 南伸一郎                   |
| BREAK.06 |          | 銅橋正清的高中聯賽     |                        | 銅橋正清的全國大賽     | 砂山藏澄 | 大庭秀昭        | 鈴木孝聰          | 次橋有紀 久保茉莉子 小美戶幸代                                                                           | 南伸一郎                   |
| BREAK.07 |          | 最後的賽道！           |                        | 最後的路               | 砂山藏澄 | 頂真司          | 白石道太          | 菅野智之 中山由美 宍戶久美子                                                                             | 南伸一郎                   |
| BREAK.08 |          | 手嶋的指令             |                        | 手嶋的指示             | 砂山藏澄 | 鎌倉由實        | 上原秀明          | 古德真美 江原小百合 北島勇樹                                                                             | 南伸一郎                   |
| BREAK.09 |          | 轉校生                 |                        | 轉學生                 | 砂山藏澄 | 林直孝          | 大庭秀昭          | 重國浩子 大庭幸子 菅野智之 山田香央里 中本尚 重松佐和子                                                  | 南伸一郎                   |
| BREAK.10 |          | 共鳴的振動             |                        | 共鳴的振動             | 砂山藏澄 | 大嶋博之        | 伊藤秀樹          | 田中織枝 川添政和 菅野智之                                                                               | 南伸一郎                   |
| BREAK.11 |          | 抬头看着天空           |                        | 仰望天空               | 砂山藏澄 | 境宗久          | 西尾良寬          | 久保茉莉子 小美戶幸代 志水 嘉村弘之                                                                      | 南伸一郎                   |
| BREAK.12 |          | 來襲！！               |                        | 來襲                   | 砂山藏澄 | 頂真司          | 黑瀨大輔          | 次橋有紀 能條理行 菅野智之 萩原正人                                                                      | 南伸一郎                   |
| BREAK.13 |          | 新開悠人的覺悟         |                        | 新開悠人的決心         | 砂山藏澄 | 林直孝          | 鈴木孝聰          | 菅野智之 中山由美 宍戶久美子 重松佐和子 中俁由貴乃 熊田亞輝                                              | 南伸一郎                   |
| BREAK.14 |          | 鳴子VS真波 極限角逐    |                        | 鳴子對真波 極限對決    | 砂山藏澄 | 頂真司          | 加藤顯            | 古德真美 江原小百合 北島勇樹                                                                             | 南伸一郎                   |
| BREAK.15 |          | 攻防！決戰下坡！！     |                        | 下山攻防戰             | 砂山藏澄 | 鍋島修          | 大庭秀昭          | 久保茉莉子 宍戶久美子 南伸一郎 菅野智之 堀江由美                                                         | 南伸一郎                   |
| BREAK.16 |          | 鳴子特快列車！！       |                        | 鳴子號特急             | 砂山藏澄 | 頂真司          | 白石道太          | 中山由美 小美戶幸代 次橋有紀                                                                             | 堀內博之 南伸一郎          |
| BREAK.17 |          | 局勢有變               |                        | 風向轉變               | 砂山藏澄 | 頂真司          | 室谷靖            | 重國浩子 大庭幸子 菅野智之 山田香央里 重松佐和子                                                         | 南伸一郎                   |
| BREAK.18 |          | 衝進水門               |                        | 衝進水門               | 砂山藏澄 | 大嶋博之        | 西尾良寬          | 西尾良寬 菅野智之 能條理行 佐佐木幸惠 嘉村弘之                                                           | 南伸一郎                   |
| BREAK.19 |          | 最後的指令             |                        | 最後的命令             | 砂山藏澄 | 大庭秀昭        | 鈴木孝聰          | 次橋有紀 久保茉莉子 中山由美 萩原正人 王斌                                                               | 南伸一郎                   |
| BREAK.20 |          | 5月的水族館            |                        | 5月的水族館            | 砂山藏澄 | 頂真司          | 加藤顯            | 北島勇樹 江原小百合 古德真美 次橋有紀 針生愛理 西尾良寬 菅野智之                                         | 南伸一郎 堀內博之          |
| BREAK.21 |          | 開關和哼歌             |                        | 開關與哼歌             | 砂山藏澄 | 頂真司          | 黑瀨大輔          | 菅野智之 重國浩子 大庭幸子 中本尚                                                                        | 堀內博之 南伸一郎          |
| BREAK.22 |          | 聽到我的聲音           |                        | 聽見我的聲音           | 砂山藏澄 | 林直孝          | 白石道太          | 菅野智之 中山由美 宍戶久美子 山田香央里 飯飼一幸                                                         | 南伸一郎                   |
| BREAK.23 |          | 金城最後的工作         |                        | 金城最後的工作         | 砂山藏澄 | 頂真司          | 西尾良寬          | 堀江由美 熊田亞輝 本田創一                                                                               | 南伸一郎                   |
| BREAK.24 |          | 兩個人的最後衝刺       |                        |                        | 砂山藏澄 | 森川滋 鍋島修   | 鈴木孝聰          | 久保茉莉子 能條理行 菅野智之 重松佐和子                                                                  | 堀內博之 南伸一郎          |
| BREAK.25 |          | 向著藍天 振臂高呼      |                        |                        | 砂山藏澄 | 鍋島修          | 大庭秀昭          | 宮西多麻子 中山由美 堀江由美 宍戶久美子 重國浩子 菅野智之                                                | 南伸一郎                   |

#### 播放電視台

##### 第1、2季
日本深夜動畫：下文記載的日本国内播放時間使用日本標準時間（UTC+9）表示。因為部分時間标识會採用30小时制，因此請留意这类超过24:00的时间，其實際播放時間為翌日清晨。
| 播放地區       | 播放電視台   | 播放日期                                            | 播放時間（UTC+9）                                   | 所屬聯播網 | 備註         |       |       |
| 第1季          | 第1季        | 第1季                                               | 第1季                                               | 第1季      | 第1季        | 第1季 | 第1季 |
| -------------- | ------------ | --------------------------------------------------- | --------------------------------------------------- | ---------- | ------------ | ----- | ----- |
| 關東廣域圈     | 東京電視台   | 2013年10月7日－2014年6月30日                        | 星期一 25時35分－26時05分                           | 東京電視網 | 製作局       |       |       |
| 北海道         | TV北海道     | 2013年10月8日－2014年7月1日                         | 星期二 25時35分－26時05分                           | 東京電視網 |              |       |       |
| 大阪府         | 大阪電視台   | 2013年10月8日－2014年7月1日                         | 星期二 25時35分－26時05分                           | 東京電視網 |              |       |       |
| 岡山縣、香川縣 | 瀨戶內電視台 | 2013年10月9日－2014年7月2日                         | 星期三 25時40分－26時10分                           | 東京電視網 |              |       |       |
| 愛知縣         | 愛知電視台   | 2013年10月10日－2014年7月3日                        | 星期四 25時35分－26時05分                           | 東京電視網 |              |       |       |
| 福岡縣         | TVQ九州放送  | 2013年10月10日－2014年7月3日                        | 星期四 26時00分－26時30分                           | 東京電視網 |              |       |       |
| 日本全國       | AT-X         | 2013年10月13日－2014年1月12日 2014年1月19日－7月6日 | 星期日 20時00分－20時30分 星期日 20時00分－20時25分 | 衛星電視   | 有重播       |       |       |
| 长崎县         | 長崎放送     | 2014年1月12日－4月7日 2014年4月15日－9月29日        | 星期日 25時50分－26時20分 星期一 24時57分－25時27分 | 日本新聞網 | 作者的出身地 |       |       |
| 奈良縣         | 奈良電視台   | 2014年7月6日－2015年3月29日 2015年4月5日            | 星期日 10時00分－10時30分 星期日 9時00分－9時59分   | 獨立UHF局  |              |       |       |
| 日本全國       | 迪士尼XD     | 2014年7月21日－9月10日                              | 星期一至五 14時00分－14時30分                       | 衛星電視   | 有重播       |       |       |
| 大分縣         | 大分放送     | 2014年10月8日－2015年7月1日                         | 星期三 25時38分－26時08分                           | 日本新聞網 |              |       |       |
| 第2季          |              |                                                     |                                                     |            |              |       |       |
| 關東廣域圈     | 東京電視台   | 2014年10月6日－2015年3月30日                        | 星期一 25時35分－26時05分                           | 東京電視網 | 製作局       |       |       |
| 北海道         | TV北海道     | 2014年10月7日－                                     | 星期二 25時35分－26時05分                           | 東京電視網 |              |       |       |
| 大阪府         | 大阪電視台   | 2014年10月7日－                                     | 星期二 25時35分－26時05分                           | 東京電視網 |              |       |       |
| 岡山縣、香川縣 | 瀨戶內電視台 | 2014年10月8日－                                     | 星期三 25時40分－26時10分                           | 東京電視網 |              |       |       |
| 愛知縣         | 愛知電視台   | 2014年10月9日－                                     | 星期四 25時35分－26時05分                           | 東京電視網 |              |       |       |
| 福岡縣         | TVQ九州放送  | 2014年10月9日－                                     | 星期四 26時00分－26時30分                           | 東京電視網 |              |       |       |
| 日本全國       | AT-X         | 2014年10月10日－                                    | 星期五 23時00分－20時30分                           | 衛星電視   | 有重播       |       |       |
| 長崎縣         | 長崎放送     | 2014年10月13日－                                    | 星期一 24時57分－25時27分                           | 日本新聞網 | 作者的出身地 |       |       |

##### 第4季
日本深夜動畫：下文記載的日本国内播放時間使用日本標準時間（UTC+9）表示。因為部分時間标识會採用30小时制，因此請留意这类超过24:00的时间，其實際播放時間為翌日清晨。
| 播放送日期      | 播放時間                           | 播放電視台   | 播放區域       | 備註                              |
| --------------- | ---------------------------------- | ------------ | -------------- | --------------------------------- |
| 2018年1月8日 -  | 星期一 02:05 - 02:35（星期一深夜） | 東京電視台   | 關東廣域圏     |                                   |
|                 |                                    | 大阪電視台   | 大阪府         |                                   |
|                 | 星期一 03:00 - 03:30（星期一深夜） | TVQ九州放送  | 福岡縣         |                                   |
|                 | 星期一 03:05 - 03:35（星期一深夜） | 愛知電視台   | 愛知縣         |                                   |
| 2018年1月9日 -  | 星期二 02:35 - 03:05（星期二深夜） | TV北海道     | 北海道         |                                   |
| 2018年1月10日 - | 星期三 02:10 - 02:40（星期三深夜） | 瀨戶內電視台 | 岡山縣・香川縣 |                                   |
| 2018年1月12日 - | 星期四 20:00 - 20:30（星期四晚上） | AT-X         | 日本全國       | 衛星電視 / 有重播節目             |
| 2018年1月14日 - | 星期日 01:20 - 01:50（星期日深夜） | 長崎放送     | 長崎縣         | TBS系列 作者的出身地 / 日本新聞網 |

##### 電視節目的變遷

###### 日本
| 日本 東京電視台 星期一 25:35－26:05 節目                                                | 日本 東京電視台 星期一 25:35－26:05 節目                      | 日本 東京電視台 星期一 25:35－26:05 節目 |
| --------------------------------------------------------------------------------------- | ------------------------------------------------------------- | ---------------------------------------- |
|                                                                                         | 飆速宅男 第1季 （2013年10月7日－2014年6月29日）               |                                          |
| 只有神知道的世界 女神篇                                                                 | 花舞少女                                                      |                                          |
| 日本 東京電視台 星期一 25:35－26:05 節目                                                |                                                               |                                          |
| 花舞少女                                                                                | 飆速宅男 GRANDE ROAD 第2季 （2014年10月5日－2015年3月29日）   | 特別節目 （25:00－26:00）                |
| 日本 東京電視台 星期一 25:35－26:05 節目                                                |                                                               |                                          |
| 灼熱的桌球娘                                                                            | 飆速宅男 NEW GENERATION 第3季 （2017年1月9日－2017年6月26日） | 異世界食堂                               |
| 日本 東京電視台 星期一 26:05－26:35 節目                                                |                                                               |                                          |
| Wake Up, Girls!新章                                                                     | 飆速宅男 GLORY LINE 第4季 （2018年1月8日－2018年6月25日）     | 京都寺町三條商店街的福爾摩斯             |
| 日本 NHK綜合頻道 星期六 24:00－24:25 節目 · 2023年1月28日、2月4日、3月25日 24:00－24:50 |                                                               |                                          |
| 王者天下 第4季                                                                          | 飆速宅男 LIMIT BREAK 第5季 （2022年10月8日－2023年3月25日）   | TIGER & BUNNY 2                          |

###### 台灣
| 臺灣 衛視電影台 星期一至五 19:00－20:00 節目 | 臺灣 衛視電影台 星期一至五 19:00－20:00 節目                                        | 臺灣 衛視電影台 星期一至五 19:00－20:00 節目 |
| -------------------------------------------- | ----------------------------------------------------------------------------------- | -------------------------------------------- |
|                                              | 第1季 （2014年8月5日－2014年8月29日）                                               |                                              |
| 銀之匙                                       | 魔奇少年 第2季                                                                      |                                              |
| 臺灣 衛視電影台 星期一至五 20:00－21:00 節目 |                                                                                     |                                              |
| 烏龍派出所特別篇 重播                        | 重播，第1季 （2015年6月10日－2015年7月6日） ↓ 第2季 （2015年7月7日－2015年7月22日） | 航海王電視特別版 重播                        |

| 臺灣 華視 星期六 18:00－18:30 節目 · 2015年7月25日－2015年8月15日 17:30－18:00 · 2015年11月7日、2016年1月16日 暫停播映 · 2016年2月6日 臨時節目調動停播 · 2016年2月7日 星期日 11:30－12:00 | 臺灣 華視 星期六 18:00－18:30 節目 · 2015年7月25日－2015年8月15日 17:30－18:00 · 2015年11月7日、2016年1月16日 暫停播映 · 2016年2月6日 臨時節目調動停播 · 2016年2月7日 星期日 11:30－12:00 | 臺灣 華視 星期六 18:00－18:30 節目 · 2015年7月25日－2015年8月15日 17:30－18:00 · 2015年11月7日、2016年1月16日 暫停播映 · 2016年2月6日 臨時節目調動停播 · 2016年2月7日 星期日 11:30－12:00 |
| --- | --- | --- |
| | 第1、2季 （2015年1月3日－2016年3月19日） | |
| 火影忍者疾風傳 | 影子籃球員 第62－75集 | |
| 臺灣 華視 星期一至五 17:00－17:30 節目 | | |
| 神奇寶貝XY1 第1－52集 | 重播，第1季 （2015年11月24日－2016年1月14日） | 神奇寶貝XY1 重播，第1－52集 |
| 臺灣 華視 星期六 18:00－18:30 節目(星期日同一時間重播) | | |
| 逆轉裁判 （2016年7月2日 -2016年12月10日） | 重播，第2季 （2016年12月17日－2017年5月27日） | 烏龍派出所 |

| 臺灣 FOX Movies 星期一- 五 19:00 - 21:00 | 臺灣 FOX Movies 星期一- 五 19:00 - 21:00 | 臺灣 FOX Movies 星期一- 五 19:00 - 21:00 |
| ---------------------------------------- | ---------------------------------------- | ---------------------------------------- |
|                                          | 第3季 （2020年7月13日 -）                |                                          |
| 鐵達尼號                                 | 第4季                                    |                                          |

###### 香港
| 香港 J2 星期一至五 18:25－19:00 節目 · 翌日早上08:30重播為較完整版本，首播因在「合家欣賞時間」而需作出相應尺度刪減                             | 香港 J2 星期一至五 18:25－19:00 節目 · 翌日早上08:30重播為較完整版本，首播因在「合家欣賞時間」而需作出相應尺度刪減 | 香港 J2 星期一至五 18:25－19:00 節目 · 翌日早上08:30重播為較完整版本，首播因在「合家欣賞時間」而需作出相應尺度刪減 |
| --- | --- | --- |
| | 第1輯 （2014年10月31日－12月23日）                                                                                 | |
| 宇宙兄弟II 第51－99集 | 明星學生妹 第1、2輯                                                                                                | |
| 香港 J2 星期六／日（逢非賽馬日） 12:30－13:30 節目                                                                                             | | |
| 偶像星願7 第1季，第17集 (12:30-13:00)帶班o靚仔去冒險 (13:00-13:30)                                                                             | 第2輯 （2018年8月11日－11月11日） ↓ 第3輯 （2018年11月17日－2019年2月9日）                                         | FAIRY TAIL魔導少年IV 重播                                                                                          |
| 香港 J2 星期六／日（逢非賽馬日） 12:30－13:30 節目 · 2019年10月12日停播 · 2019年10月19日12:25－13:25                                           | | |
| 男子啦啦隊 重播 (12:30-13:00)美食中國 (13:00-13:30)                                                                                            | 第4輯 （2019年9月7日－12月7日）                                                                                    | S級旅行團 【動畫時段取消】                                                                                         |
| 香港 J2 星期六 13:30－14:30 節目 · 2023年7月15日14:00－14:30                                                                                   | | |
| Love All Play: 比賽開始! (13:30-14:00) | 第5輯 （2023年7月15日－10月7日）                                                                                   | 山系女行Yama Girl 【動畫時段取消】                                                                                 |
| 香港 翡翠台 星期一至五 16:15/16:20－16:45/16:50 節目 · 9月5日 16:15－16:55                                                                     | | |
| 忍者亂太郎 重播，第21輯 | 第1輯 （2016年7月19日－9月8日）                                                                                    | 寵物反斗星 第1期，第99－143集 ↓ 第2期，第1－4集                                                                    |
| 香港 翡翠台 星期四、五 17:20－17:50 節目 · 2020年8月21日、2021年3月11日臨時節目調動暫停播映 · 2020年12月25日、2021年1月1日及4月2日 17:20-18:00 | | |
| 閃電十一人 獵戶座的刻印 | 第2輯 （2020年8月20日－11月12日） ↓ 第3輯 （2020年11月13日－2021年2月5日） ↓ 第4輯 （2021年2月11日－5月7日）       | 數碼暴龍：重啟之戰                                                                                                 |
| 香港 兒童台 每日 08:35－09:05 節目 | | |
| 新幹線戰士 | 第3輯第63－78集 （2021年9月15日－9月30日）                                                                         | MIX |
| 香港 Hands Up Channel 每日 08:40－09:10 節目                                                                                                   | | |
| MIX | 第4輯 （2021年10月25日－11月18日）                                                                                 | 幸福爆發！光之美少女                                                                                               |
| 香港 Hands Up Channel 每日 08:45－09:15 節目                                                                                                   | | |
| 超時空歷史漫遊 | 第4輯 （2022年3月26日－4月19日）                                                                                   | MIX |
| 翡翠台 星期二、三 17:20－17:50 節目 | | |
| 星夢頻道 第三季 第103-153集 （2024年8月13日－2025年2月4日）                                                                                    | 飆速宅男 重播，第5季 （2025年2月5日－2025年4月30日）                                                               | 忍者亂太郎 第25輯 （2025年5月6日－）                                                                               |

### OAD
2013年8月8日，作為電視動畫的先驅，隨單行本第29卷附贈OAD限定版發售。

#### 主題曲（OAD）
片尾曲「Top of Tops！」
作詞：三浦誠司，作曲：中村久志，主唱：寒咲幹（諏訪彩花）

#### 各話列表（OAD）
| 日文標題 | 中文標題              | 劇本     | 分鏡   | 演出     | 作畫監督          |
| -------- | --------------------- | -------- | ------ | -------- | ----------------- |
|          | 飆速宅男 SPECIAL RIDE | 吉田玲子 | 鍋島修 | 大庭秀昭 | 堀内博之 岩佐裕子 |

### 劇場版

#### 飆速宅男Re:RIDE
日本於2014年9月19日上映。
大部分為第一季的總集篇，有少部分原創劇情。
主題曲「Days」
作詞、作曲：岡田勇希，編曲、主唱：LASTGASP

#### 飆速宅男Re:ROAD
日本於2015年6月12日上映。
為第二季的總集篇。
主題曲「Believer」
作詞、作曲：岡田勇希，編曲、主唱：LASTGASP

#### 飆速宅男:火之國熊本大賽
日本於2015年8月28日上映。
劇情時空為小野田等高一生參加完第一次全高聯後，高三學長畢業前，重心放在東堂和卷島之間亦敵亦友的真友誼，同時交代了卷島離開的原因和他們的離情依依。
主題曲「Link」
作詞、作曲：岡田勇希，編曲、主唱：LASTGASP
| J2 星期日 15:30－17:30 節目 | J2 星期日 15:30－17:30 節目  | J2 星期日 15:30－17:30 節目 |
| --------------------------- | ---------------------------- | --------------------------- |
|                             | 飆速宅男︰火拼時速 （2017年4月16日） |                             |
| 賽馬直擊                    | 賽馬直擊                     |                             |

#### 飆速宅男SPARE BIKE
日本於2016年9月9日上映。
主要講述卷島和東堂各自的往事。
主題曲「はじまりの日々」
作詞、作曲：高津戶信幸，編曲、主唱：MAGIC OF LiFE，編曲：akkin

#### 飆速宅男Re:GENERATION
日本於2017年10月13日上映。
為第三季的總集篇。
主題曲「ツヨサヨワサ」
作詞、作曲、主唱：佐伯ユウスケ；編曲：設楽哲也

## 電視劇
於BS SKY Perfect!2016年8月起播出。
2017年播出續篇，分為前後篇、前篇為8月18日21時起播出全7話、後篇為11月起播出全6話，共13話。

### 製作團隊
- 原作 - 渡邊航
- 脚本 - 吹原幸太
- 監督 - 棚澤孝義
- 制作公司 - 東宝映像事業部
- 制作協力 - DREAMAX TELEVISION
- 製作 - SKY Perfect!

### CAST
- 小野田坂道：小越勇輝
- 今泉俊輔：木村達成
- 鳴子章吉：深澤大河
- 金城真護：鄉本直也
- 田所迅：友常勇氣
- 巻島裕介：馬場良馬
- 手嶋純太：鯨井康介
- 青八木一：八島諒
- 杉元照文：平井浩基
- 寒咲通司：安里勇哉
- 寒咲幹：櫻井美南
- 福富寿一：瀧川英治
- 荒北靖友：木戶邑彌
- 東堂尽八：玉城裕規
- 新開隼人：宮崎秋人
- 泉田塔一郎：青木空夢
- 黑田雪成：秋元龍太朗
- 真波山：植田圭輔
- 御堂筋翔：守屋光治
- 石垣光太郎：松島庄汰
- 水田信行：福山翔大
- 待宮榮吉：山本侑平
- 井尾谷諒：松本祐一

| WakuWaku Japan 週一至週五 22:00至23:00 | WakuWaku Japan 週一至週五 22:00至23:00          | WakuWaku Japan 週一至週五 22:00至23:00 |
| -------------------------------------- | ----------------------------------------------- | -------------------------------------- |
|                                        | 飆速宅男戲劇版 （2017年8月8日 - ）              |                                        |
| 拜金外科醫-Y （2017年8月7日）          | —                                               |                                        |
| 週五 20:00-21:00                       |                                                 |                                        |
| 北海道力量大：壽司掌握未來             | 飆速宅男戲劇版 第2季 （2017年8月18日 - 2017年） | —                                      |

## 真人电影
2020年3月16日宣布消息和电影宣传海报，本次电影采用与电视剧版完全不同的主演，预定8月14正式上映。

### 主演成员
- 小野田坂道：永瀨廉
- 今泉俊辅：伊藤健太郎
- 寒咲干：橋本環奈
- 金城真護：龍星涼

## 外部連結
- （日語）電視動畫《飆速宅男第四季》公式官網 （页面存档备份，存于）
- （日語）電視動畫 TX東京電視台《飆速宅男第四季》官網
- （日語）電視動畫 TVO大阪電視台《飆速宅男第四季》動畫介紹 （页面存档备份，存于）
- （日語）電視動畫 AT-X電視台《飆速宅男第四季》動畫介紹 （页面存档备份，存于）
- （日語）電視動畫《飆速宅男第四季》官方Twitter的X（前Twitter）
- （日語）《飆速宅男》3DS遊戲「弱虫ペダル 明日への高回転」公式官網 （页面存档备份，存于）
- （日語）秋田書店的首頁 （页面存档备份，存于）
- （日語）作者公式Blog （页面存档备份，存于）
- （日語）舞台《飆速宅男》Inter-high篇 The First Risult （页面存档备份，存于）